# Niederbronn-les-Bains
Niederbronn-les-Bains [nidəʁbʁɔn le bɛ̃] est une commune française située dans la circonscription administrative du Bas-Rhin et, depuis le 1er janvier 2021, dans le territoire de la Collectivité européenne d'Alsace, en région Grand Est.
Cette commune se trouve dans la région historique et culturelle d'Alsace.
Elle est une station thermale dont le bienfait des eaux minérales et médicinales a fait la réputation depuis l'antiquité romaine. 
Outre la tradition de thermalisme, la ville a également développé des activités d'écotourisme, liées à son implantation dans le parc naturel régional des Vosges du Nord.

## Géographie

### Localisation
Niederbronn-les-Bains est située en Alsace du nord, à 3,3 km de Reichshoffen, 7,7 km de Philippsbourg, 22,4 km de Haguenau et 45 km de Strasbourg.
| Philippsbourg Moselle | Dambach               | Windstein    |
| Baerenthal Moselle    | Niederbronn-les-Bains |              |
| Oberbronn             | Gumbrechtshoffen      | Reichshoffen |

### Géologie et relief

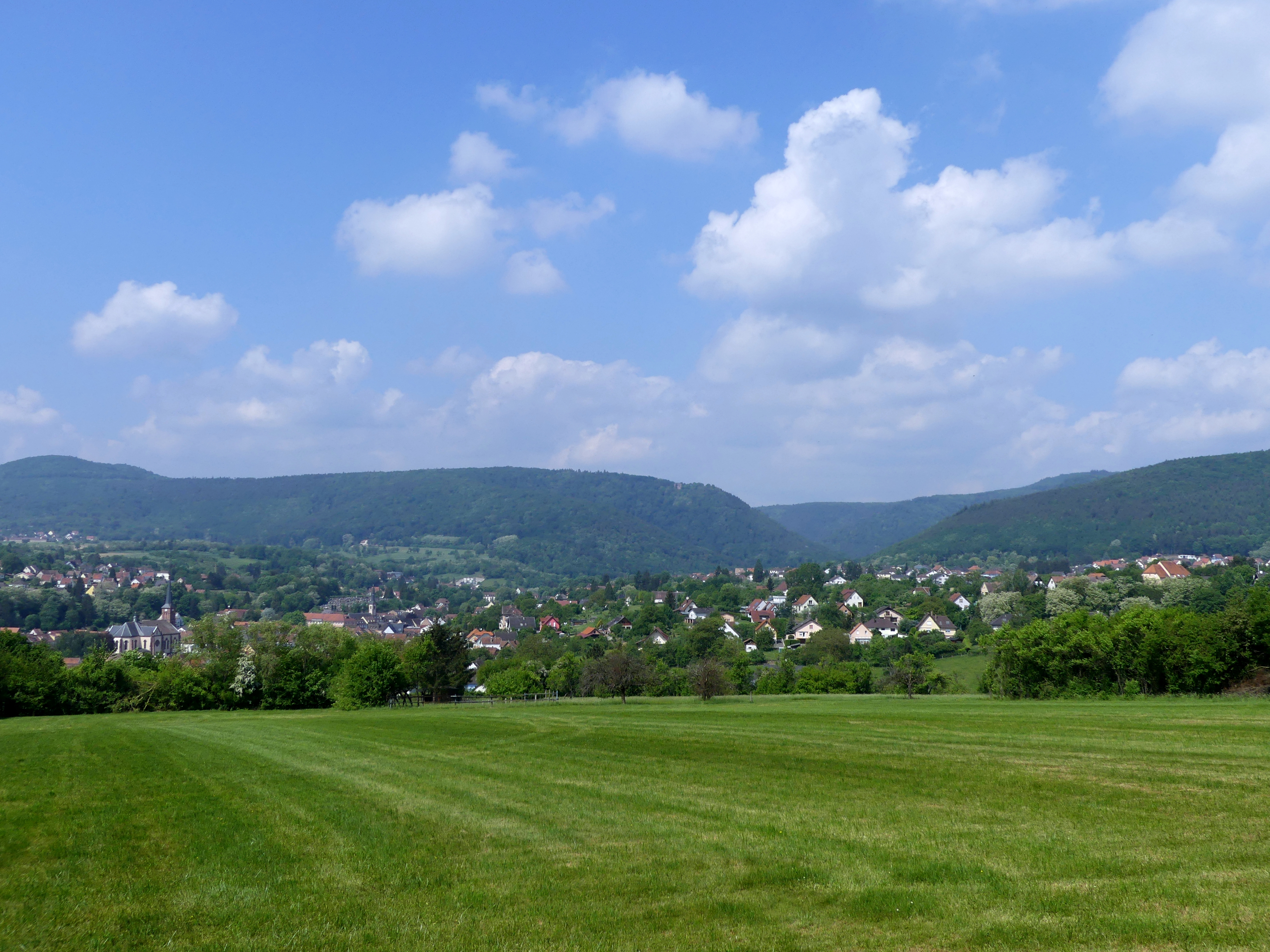
La ville vue au pied des Vosges du Nord.

La commune se compose de 274,33 hectares de territoires artificialisés (8,59 %), 641,81 hectares de territoires agricoles (20,09 %) et 2 277,49 hectares de forêts et milieux semi-naturels (71,31 %).
Espaces naturels :
- Cinq espaces protégés hors Natura 2000.
- Un espace protégé Natura 2000 :

La Moder et ses affluents.
- Cinq zones naturelles d'intérêt écologique, faunistique et floristique (Znieff).

Commune située sur le territoire du parc naturel régional des Vosges du Nord, classé réserve mondiale de biosphère par l’UNESCO, conjointement avec son voisin allemand, le Naturpark Pfälzerwald, pour la diversité de sa faune et de sa flore au pied des Vosges septentrionales, dans un environnement de collines.
Hydrogéologie et climatologie : Système d’information pour la gestion de l’Aquifère rhénan :
Territoire communal : Occupation du sol (Corinne Land Cover); Cours d'eau (BD Carthage),
Géologie : Carte géologique; Coupes géologiques et techniques,
 Hydrogéologie : Masses d'eau souterraine; BD Lisa; Cartes piézométriques.

### Sismicité
Commune située dans une zone de sismicité 3 modérée.

### Hydrographie et les eaux souterraines
Hydrogéologie et climatologie : Système d’information pour la gestion des eaux souterraines du bassin Rhin-Meuse :
Territoire communal : Occupation du sol (Corinne Land Cover); Cours d'eau (BD Carthage),
Géologie : Carte géologique; Coupes géologiques et techniques,
 Hydrogéologie : Masses d'eau souterraine; BD Lisa; Cartes piézométriques.

#### Réseau hydrographique
La commune est dans le bassin versant du Rhin au sein du bassin Rhin-Meuse. Elle est drainée par le ruisseau le Falkensteinbach, le ruisseau le Schwarzbach, le ruisseau la Lauterbach, le ruisseau le Baetenbach, le ruisseau le Durstbach et le ruisseau le Klamm,.
Le Falkensteinbach, d'une longueur totale de 27,2 km, prend sa source dans la commune de Bitche et se jette  dans la Zinsel du Nord à Gundershoffen, après avoir traversé huit communes. 
Le Schwarzbach, d'une longueur totale de 23,8 km, prend sa source dans la commune de Roppeviller et se jette  dans la Falkensteinerbach à Reichshoffen, en limite avec Kalhausen, après avoir traversé six communes. 

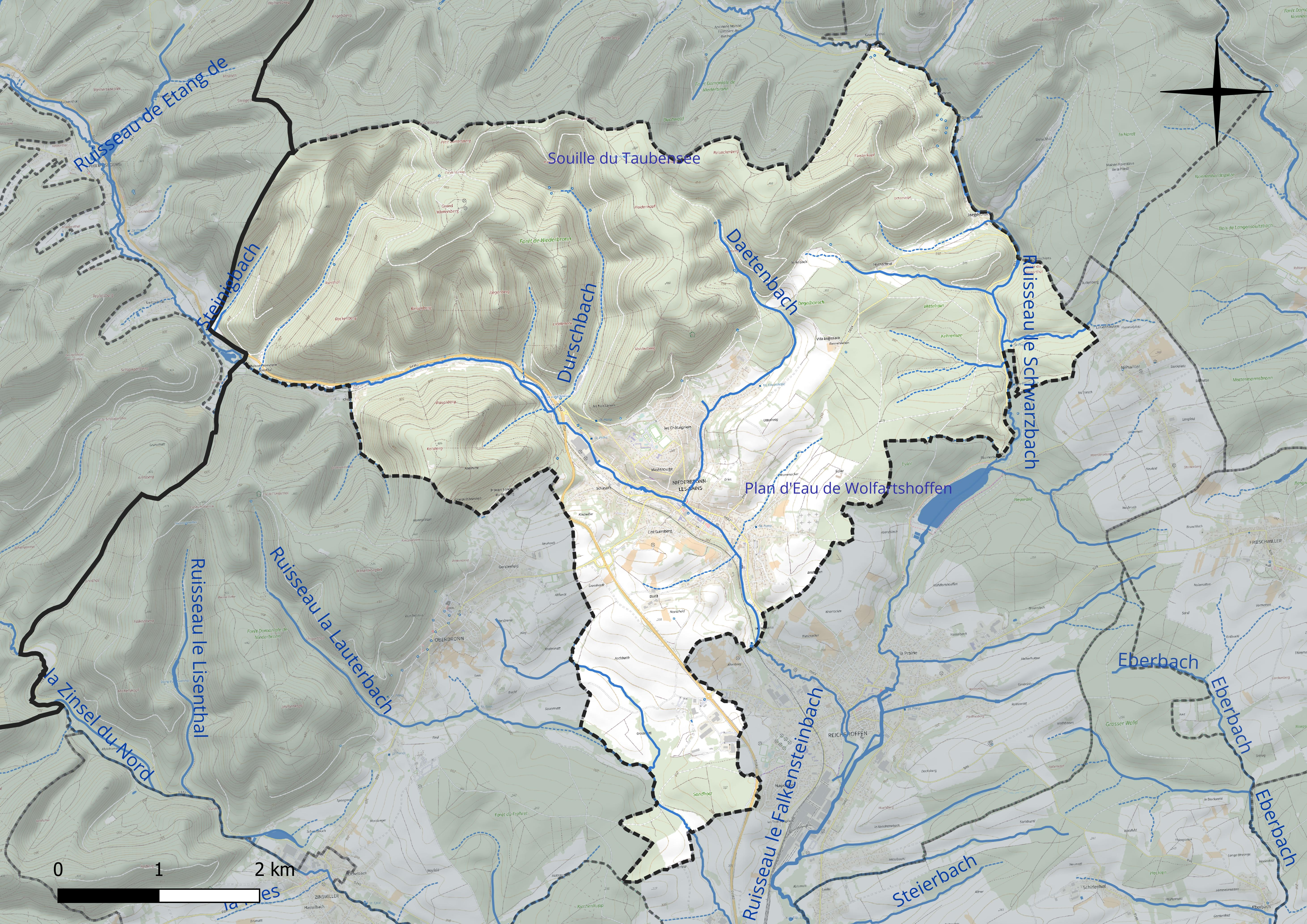
Réseau hydrographique de Niederbronn-les-Bains.

Un plan d'eau complète le réseau hydrographique : Souille du Taubensee (0 ha),.
La commune bénéficie d'un plan de prévention du risque inondation (PPRi).

#### Gestion et qualité des eaux
Le territoire communal est couvert par le schéma d'aménagement et de gestion des eaux (SAGE) « Moder ». Ce document de planification concerne le bassin versant de la Moder dont le territoire s'étend sur 1 720 km2. Le périmètre a été arrêté le 25 janvier 2006. La commission locale de l'eau a été créée le 12 juillet 2007, puis modifiée le 14 décembre 2021. La structure porteuse de l'élaboration et de la mise en œuvre est le Syndicat des eaux et de l’assainissement Alsace-Moselle (SDEA). 
La qualité des cours d’eau peut être consultée sur un site dédié géré par les agences de l’eau et l’Agence française pour la biodiversité.

### Climat
Pour des articles plus généraux, voir Climat du Grand Est et Climat du Bas-Rhin.
En 2010, le climat de la commune est de type climat des marges montargnardes, selon une étude du Centre national de la recherche scientifique s'appuyant sur une série de données couvrant la période 1971-2000. En 2020, Météo-France publie une typologie des climats de la France métropolitaine dans laquelle la commune est exposée à un climat semi-continental et est dans la région climatique  Vosges, caractérisée par une pluviométrie très élevée (1 500 à 2 000 mm/an) en toutes saisons et un hiver rude (moins de 1 °C). 
Pour la période 1971-2000, la température annuelle moyenne est de 10,3 °C, avec une amplitude thermique annuelle de 17,5 °C. Le cumul annuel moyen de précipitations est de 792 mm, avec 10,3 jours de précipitations en janvier et 10,3 jours en juillet. Pour la période 1991-2020, la température moyenne annuelle observée sur la station météorologique de Météo-France la plus proche, « Uhrwiller_sapc », sur la commune de Uhrwiller à 9 km à vol d'oiseau, est de 10,9 °C et le cumul annuel moyen de précipitations est de 740,0 mm. 
La température maximale relevée sur cette station est de 38,7 °C, atteinte le 7 août 2015 ; la température minimale est de −18 °C, atteinte le 20 décembre 2009,,. 
Les paramètres climatiques de la commune ont été estimés pour le milieu du siècle (2041-2070) selon différents scénarios d'émission de gaz à effet de serre à partir des nouvelles projections climatiques de référence DRIAS-2020. Ils sont consultables sur un site dédié publié par Météo-France en novembre 2022.

## Urbanisme

### Typologie

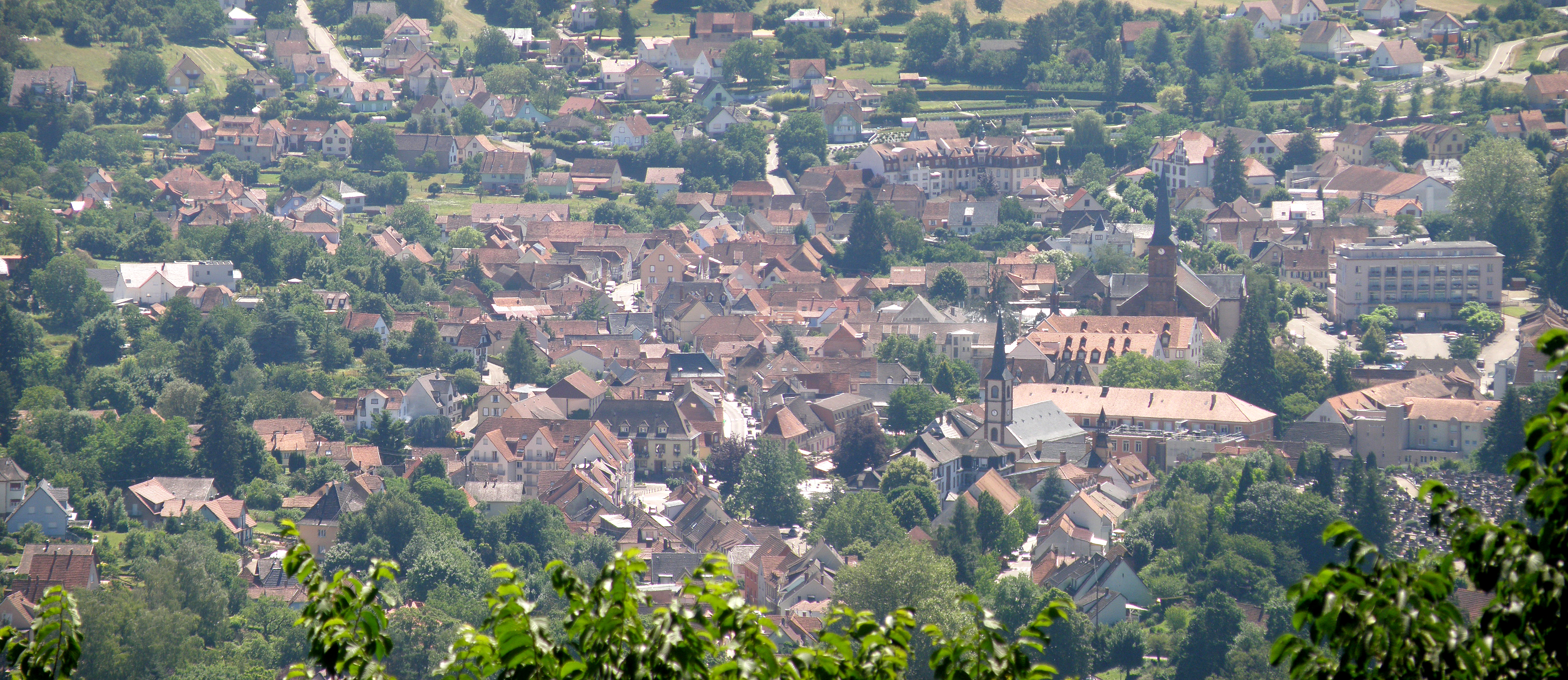
Vue générale du centre-ville.

Au 1er janvier 2024, Niederbronn-les-Bains est catégorisée bourg rural, selon la nouvelle grille communale de densité à sept niveaux définie par l'Insee en 2022.
Elle appartient à l'unité urbaine de Reichshoffen-Niederbronn-les-Bains, une agglomération intra-départementale regroupant quatre  communes, dont elle est ville-centre,,. Par ailleurs la commune fait partie de l'aire d'attraction de Niederbronn-les-Bains, dont elle est la commune-centre,. Cette aire, qui regroupe 1 communes, est catégorisée dans les aires de moins de 50 000 habitants,.

### Occupation des sols
L'occupation des sols de la commune, telle qu'elle ressort de la base de données européenne d’occupation biophysique des sols Corine Land Cover (CLC), est marquée par l'importance des forêts et milieux semi-naturels (71,2 % en 2018), une proportion sensiblement équivalente à celle de 1990 (71,4 %). 
La répartition détaillée en 2018 est la suivante : forêts (71,2 %), terres arables (6,7 %), zones urbanisées (6,6 %), prairies (6,3 %), zones agricoles hétérogènes (4,8 %), cultures permanentes (2,5 %), zones industrielles ou commerciales et réseaux de communication (1,9 %). 
L'évolution de l’occupation des sols de la commune et de ses infrastructures peut être observée sur les différentes représentations cartographiques du territoire : la carte de Cassini (XVIIIe siècle), la carte d'état-major (1820-1866) et les cartes ou photos aériennes de l'IGN pour la période actuelle (1950 à aujourd'hui).

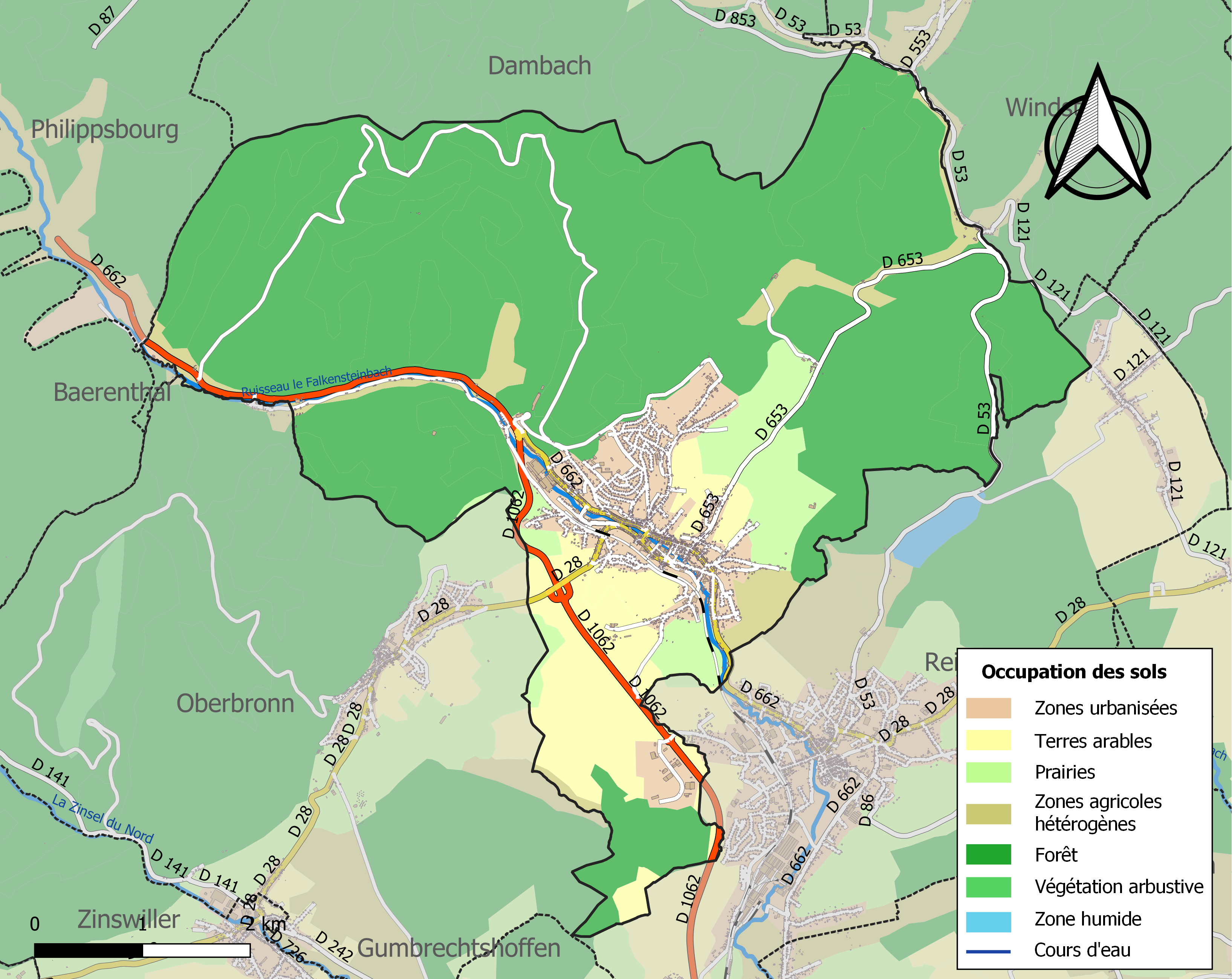
Carte des infrastructures et de l'occupation des sols de la commune en 2018 (CLC).

La commune bénéficie du plan local d'urbanisme intercommunal du Pays de Niederbronn-les-Bains.

### Voies de communications et transports
La communauté de communes est devenue Autorité organisatrice de la mobilité (AOM).

#### Voies routières
- En venant de Strasbourg : autoroute A 4, sortie Brumath Nord, direction Haguenau puis D 1062 direction Niederbronn-les-Bains.
- En venant de Sarreguemines : D 1062 direction Bitche puis direction Niederbronn-les-Bains.

Le Pedibus est un ramassage scolaire qui se fait à pied pour aller à l'école, en empruntant un circuit déterminé.

#### Transports en commun

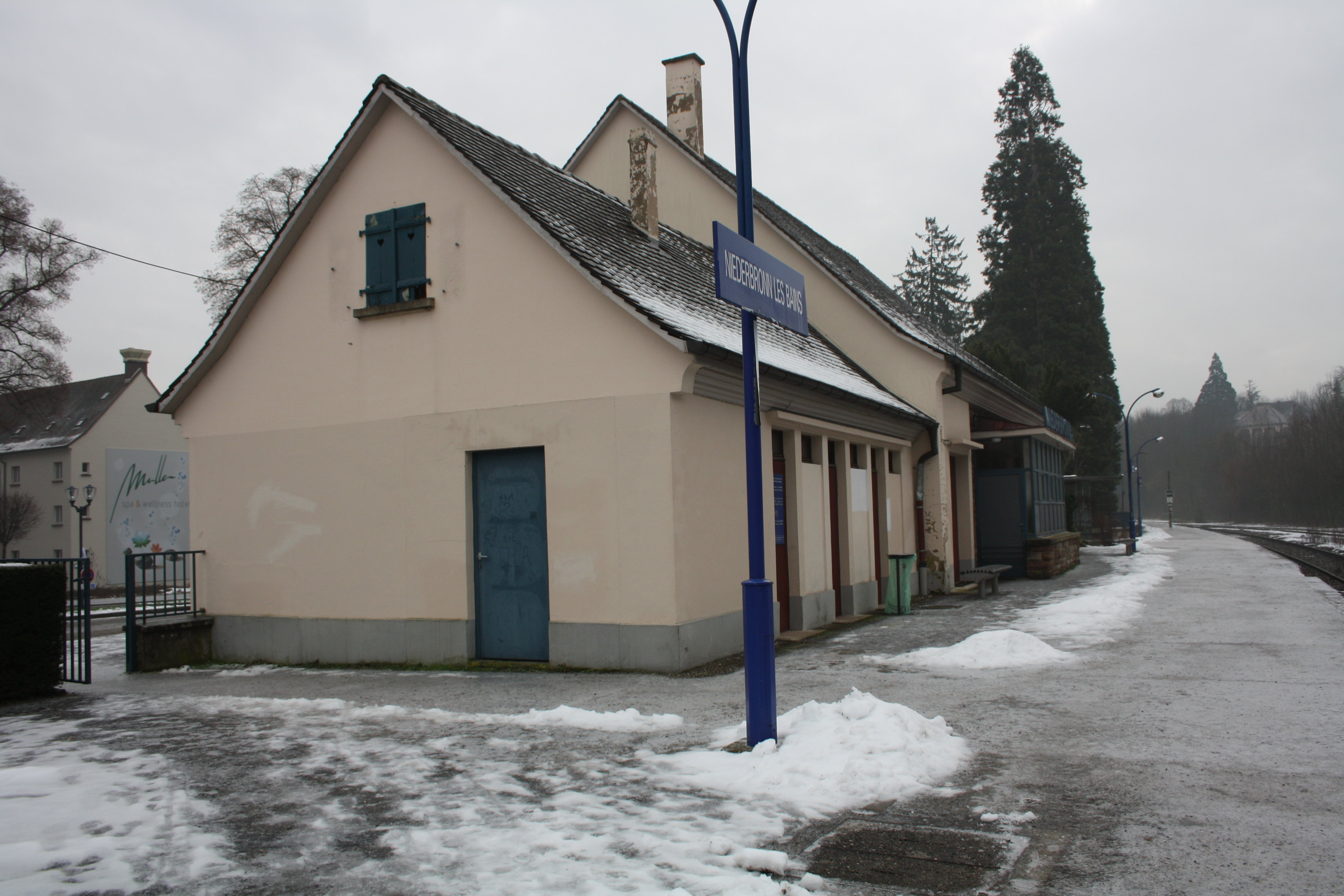
Gare de Niederbronn-les-Bains.

- Transports en Alsace.
- Fluo Grand Est.

Transports à la demande
Le service de Transport Intercommunal du Pays de Niederbronn-les-Bains (TI'GO).

#### Transports à la demande
- Le service de Transport Intercommunal du Pays de Niederbronn-les-Bains (TI'GO)[27].

#### Autocars
- Lignes régulières d'autocars[28].

#### Voies ferrées
- La commune est traversée par la ligne de Haguenau à Hargarten - Falck, actuellement inexploitée entre Niederbronn et Sarreguemines. La gare de Niederbronn-les-Bains est desservie par les trains du réseau TER Alsace qui effectuent la relation Strasbourg - Haguenau - Niederbronn.

## Histoire

### Préhistoire et Antiquité
Les premières traces de l'occupation par l'Homme remontent probablement à la préhistoire à partir de l'époque celtique, comme l'attestent les vestiges du camp situé dans le massif du Wintersberg ainsi que des inscriptions dédiées au dieu Voségus.
Des fouilles archéologiques successives ont établi l'existence d'une cité romaine entre le Ier siècle et le IVe siècle de l'ère chrétienne, avec des installations thermales d'envergure. Les bains romains ont certainement connu une activité importante jusqu'aux invasions barbares du Ve siècle, comme en témoignent les centaines de pièces de monnaie romaine qui ont été retrouvées lors du curage de la source.
Les restes d’un oppidum au Ziegenberg sur le massif du Grand Wintersberg, sont parfaitement visibles et attestent de la présence des Triboques dans la région.
La présence de sources d'eaux minérales, dont la source « romaine », a incité les Romains à créer une cité dès le Ier siècle.
Vers l'an 90, un groupe de la VIIIe légion ancrée à Argentoratum surveillait la vallée du Falkensteinbach à partir d'un rocher en grès vosgien appelé le Wachfels (le rocher de veille) sur le site de l'actuel château du Wasenbourg. Les Romains y ont construit  un temple dédié à Mercure. On peut encore y lire l'épigraphe suivant : "DEO MERCURIO ATTEGIAM. TEGULICIAM COMPOSITAM. SEVERINIUS SATULLINUS C. F. EX. VOTO POSUIT L. L. M." traduit ainsi : « Severinius Satullinus, fils de Caïus, a, en exécution d'un vœu librement fait, élevé et consacré ce petit édifice en tuiles au Dieu Mercure comme monument. » Le site romain a probablement été abandonné lors de l'invasion des Huns après 451.

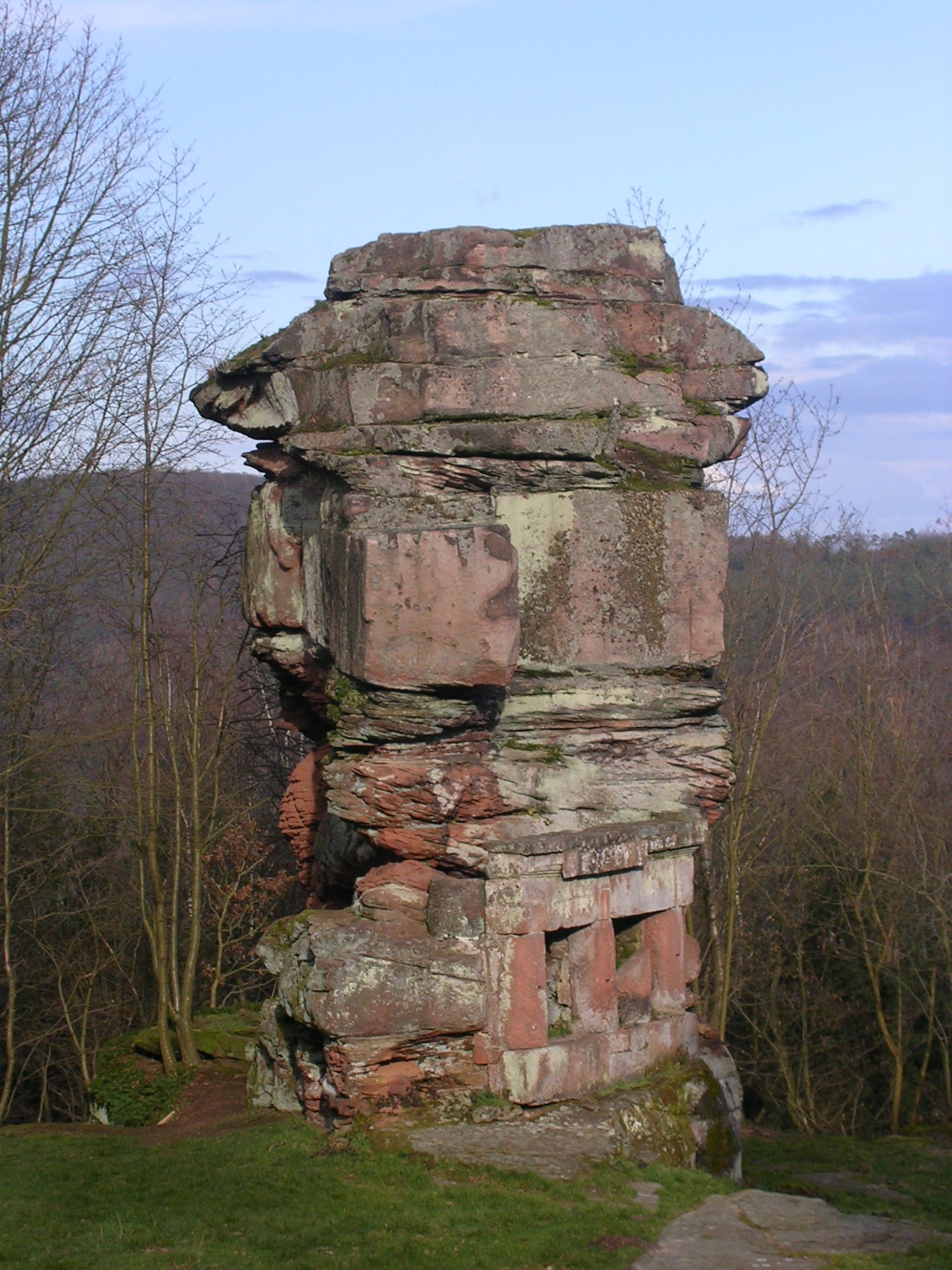
Specula romaine à proximité du château de Wasenbourg.
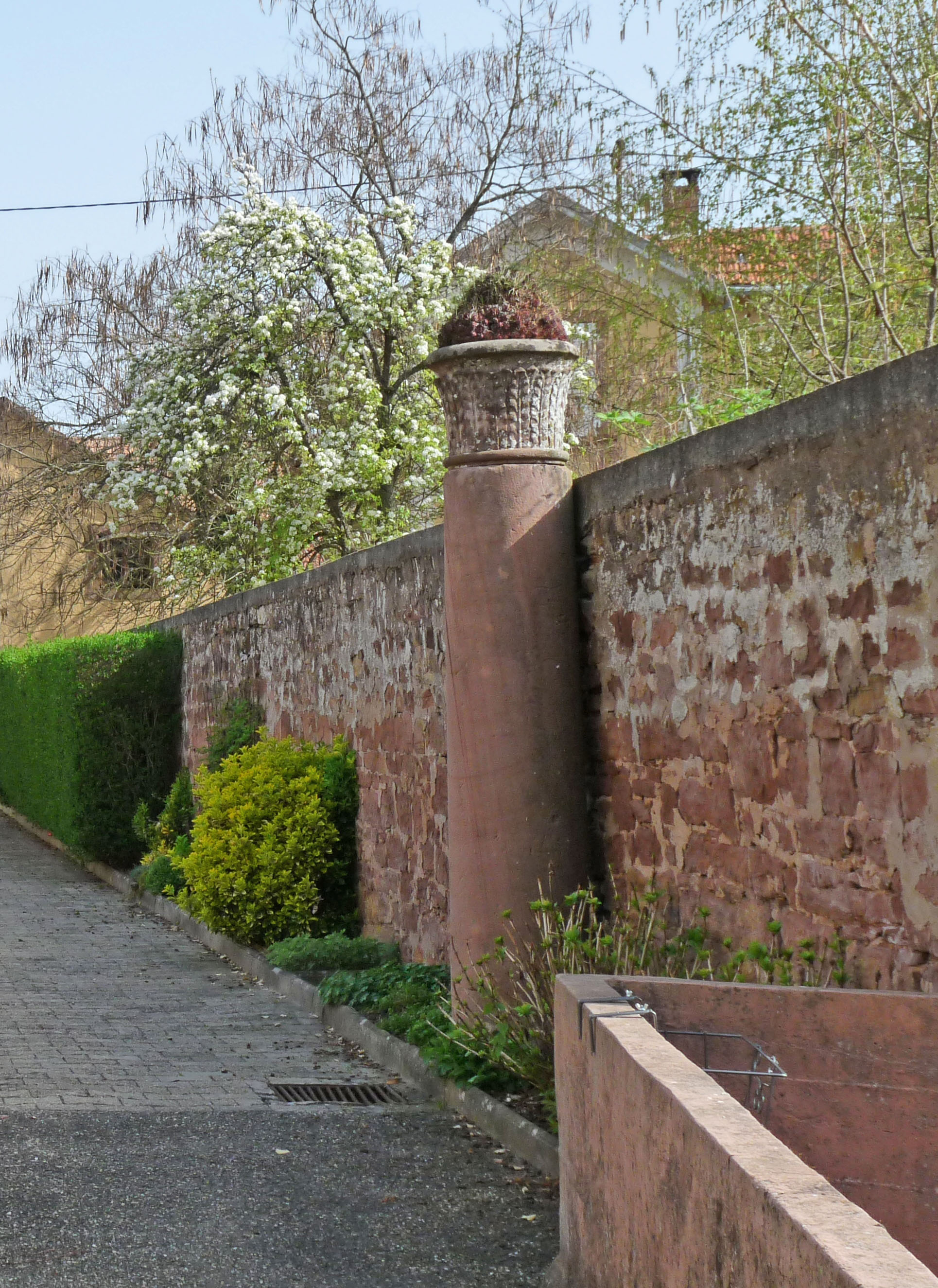
Colonne romaine.
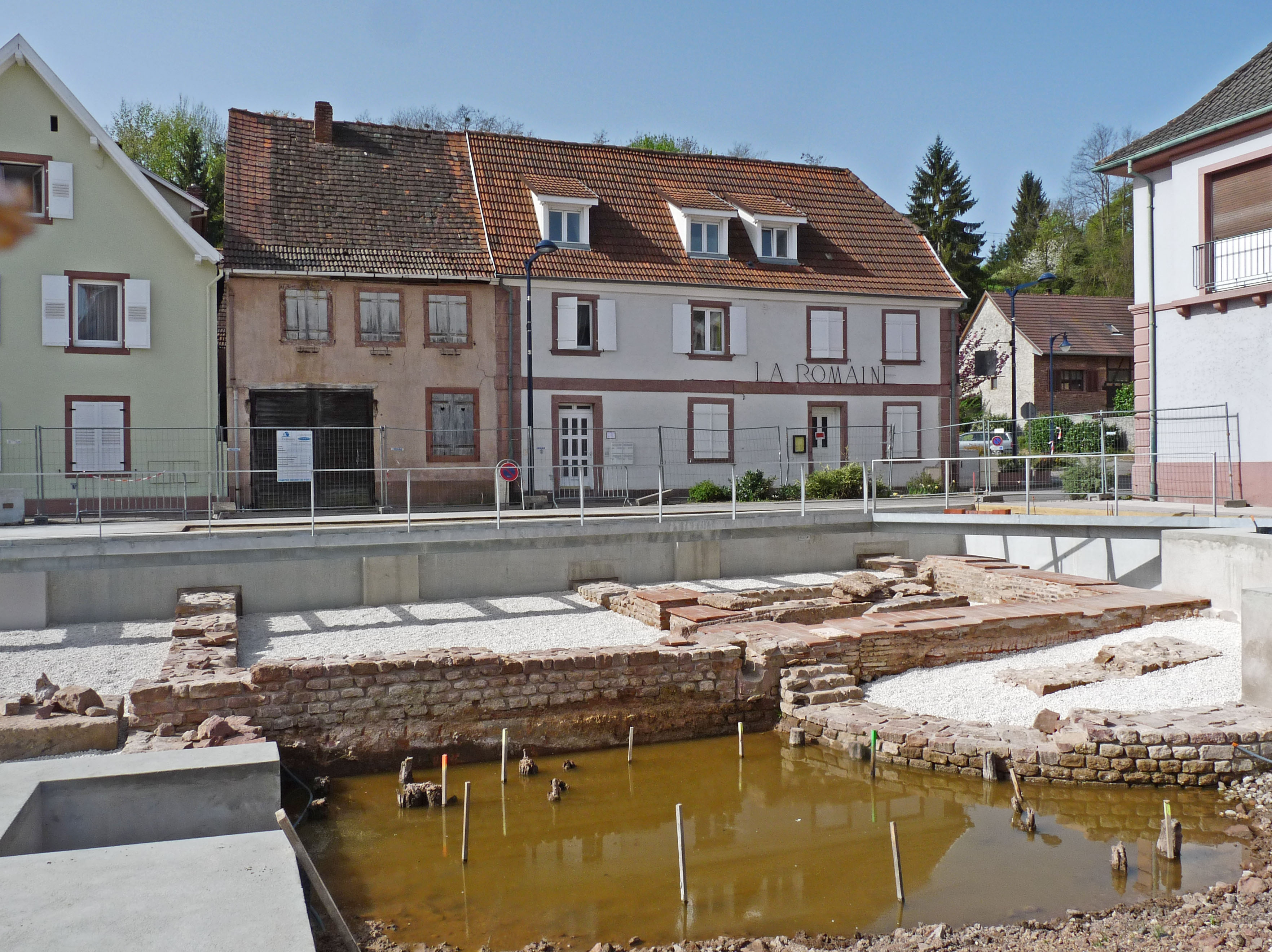
Valorisation des vestiges sur la place Jean-Marchi (2011).

### Moyen Âge
Durant le Moyen Âge, on continue de prendre les eaux, mais dans des cuves chez l'habitant.

### De la Renaissance auXVIIIesiècle
Les bains vont connaître une nouvelle période de prospérité à la fin du XVIe siècle avec Philippe V de Hanau-Lichtenberg héritier des Deux-Ponts-Bitche par sa femme Louise-Marguerite, qui procède à la construction d'une maison des bains, au recaptage de la source et à la première analyse des eaux. Cette initiative permet rapidement de faire reconnaître, de manière unanime, les effets bienfaisants des sources.
C’est à la même époque que la Réforme protestante est introduite en Alsace et à Niederbronn-les-Bains. Les deux confessions catholique et protestante célèbrent leurs offices religieux dans la même église, en vertu du « simultaneum », jusqu'à la fin du XIXe siècle. La guerre de Trente Ans amène son lot de misère et de ruines avec la destruction de la ville et des thermes.
En 1793, pendant la révolution française, Niederbronn est brièvement occupée par les Autrichiens. Ils sont délogés par le général Lazare Hoche.

### De laRestaurationà la guerre de 1870

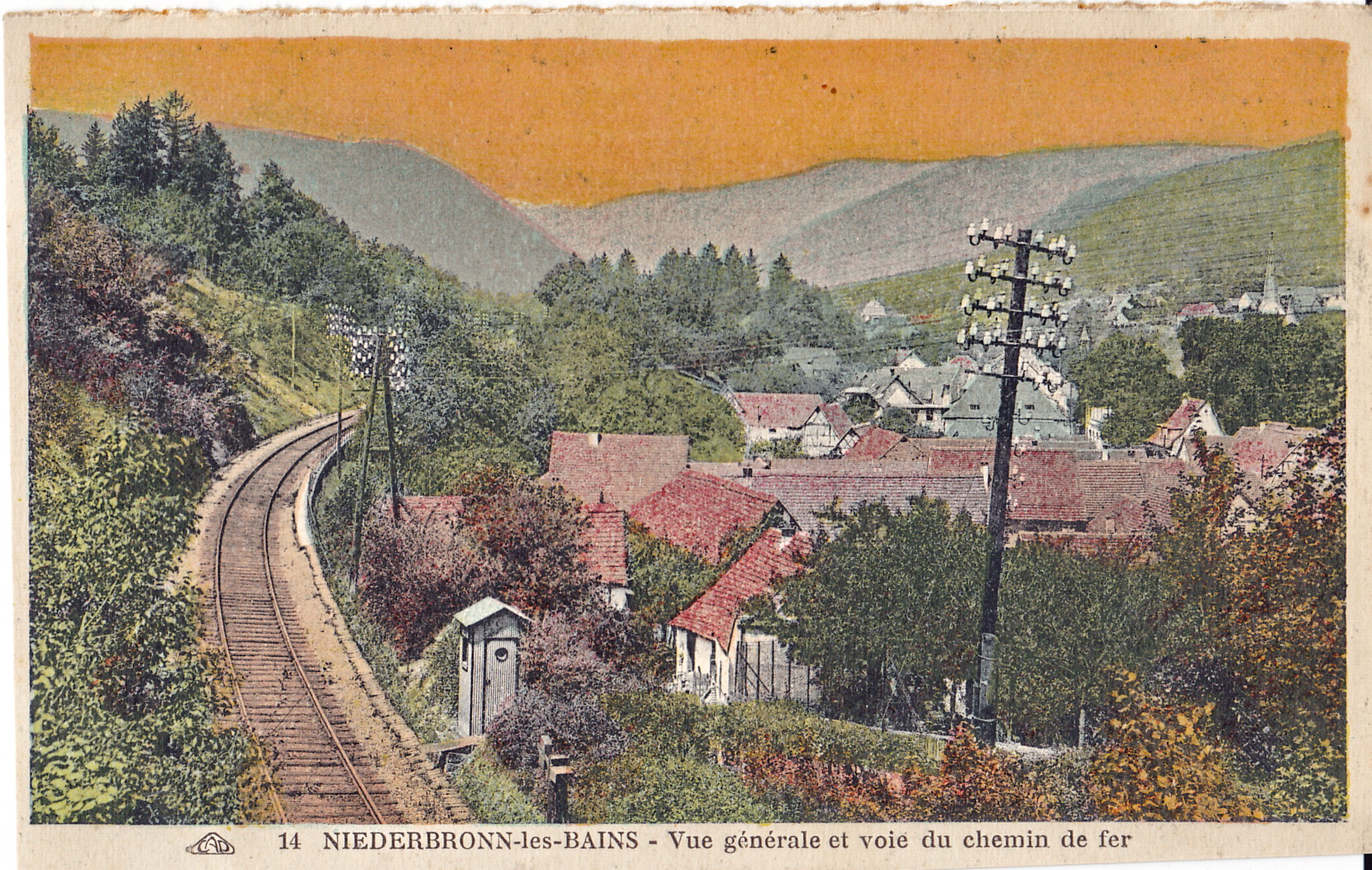
Vue générale et voie du chemin de fer à Niederbronn vers 1920.

Le cimetière de la ville abrite la tombe du premier soldat français tombé lors de la guerre franco-allemande de 1870. Il s'agit du maréchal-des logis Claude Ferréol Pagnier, du 12e régiment de chasseur à cheval mort lors d'un engagement contre une patrouille de reconnaissance badoise à Schirlenhof sur la commune de Gundershoffen.
Sa tombe porte la cocarde du Souvenir français. Dans les années 2000, elle est en état très délabré : la stèle présentait trois gros éclats et la croix qui la surmonte avait une branche cassée. Le Conseil général 67, après l'inventaire des tombes du conflit, a entrepris leur rénovation. Durant l'été 2010, celle de Claude Ferréol Pagnier est rénovée par la section locale du Souvenir français.

### La période allemande: 1871-1918
Comme les autres communes d'Alsace et de l'actuel département de la Moselle, Niederbronn, qui prend le nom de Bad Niederbronn, est cédée à l’Empire allemand de 1871 à 1918. Aussi, lorsque la Première Guerre mondiale éclate, les habitants de la commune se battent sous uniforme allemand. Sujets loyaux de l'empereur, ils accueillent cependant avec joie la fin des hostilités et la paix retrouvée. La ville redevient française en 1918.

### Époque contemporaine

#### Développement du thermalisme et ouverture du casino municipal
Niederbronn-les-Bains est la première station hydrominérale d'Alsace, classée station thermale par arrêté ministériel le 7 juillet 1926. Elle possède à la fois une source minérale et une source médicinale.

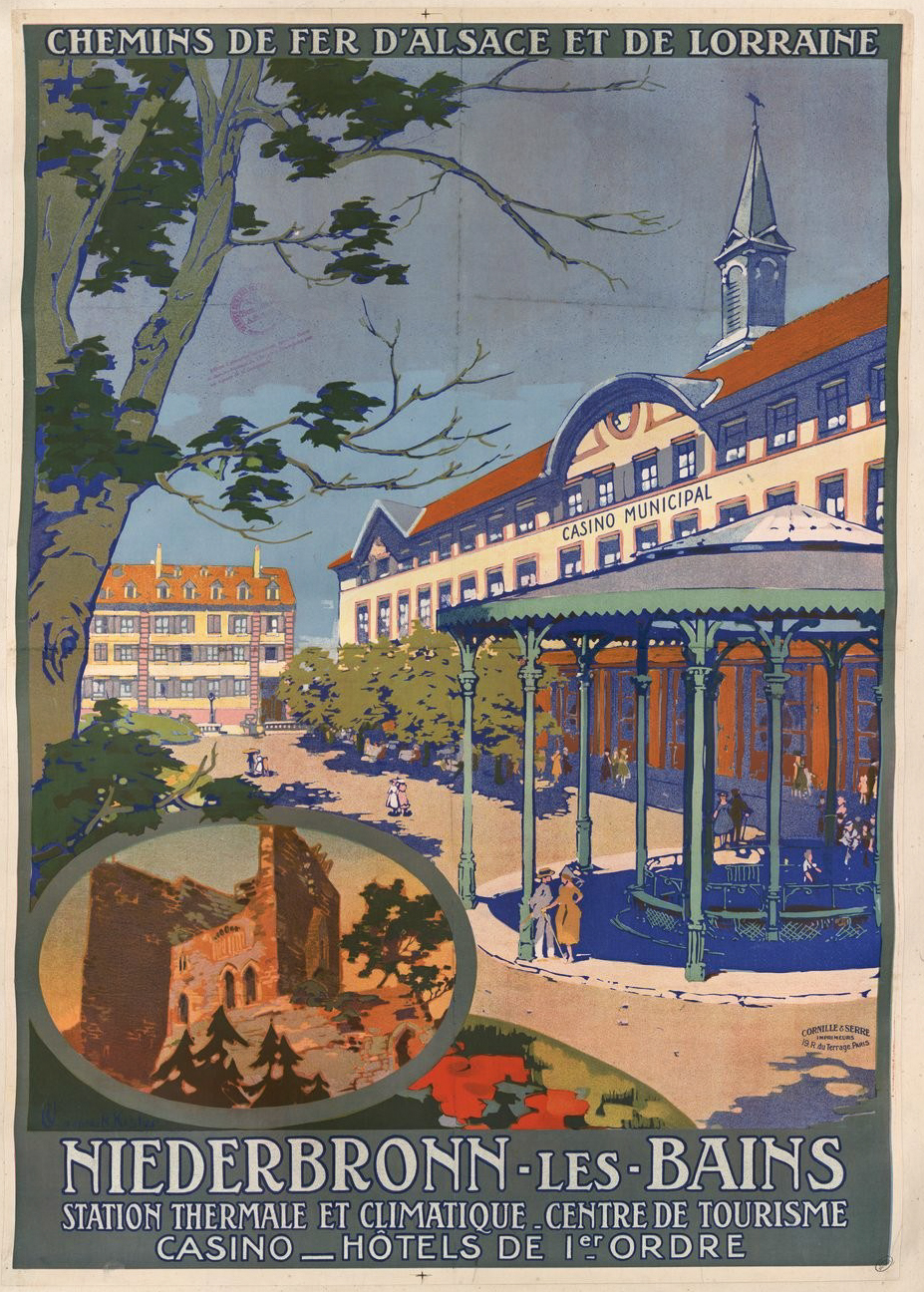
Le casino dans les années 1920 (Chemins de fer d'Alsace et de Lorraine).

La ville demande l'autorisation d'établir un casino, autorisation qui lui est accordée par le ministère de l'Intérieur et le président de la République en 1926. Au début des années 1930, le casino de Niederbronn-les-Bains accueille plusieurs fois par semaine des représentations musicales d'artistes locaux et internationaux radiodiffusées par la station Radio Strasbourg.

#### La Seconde Guerre mondiale et l'occupation nazie
L'intérieur de la synagogue a été dévasté par les nazis durant la Seconde Guerre mondiale et de nombreux juifs ont été déportés. À la Libération, un petit oratoire est aménagé dans le bâtiment, l'intérieur restant dans son état de désolation. La synagogue a été par la suite cédée à une institution catholique.

#### XXIesiècle: thermalisme et tourisme vert
Niederbronn est une cité réputée pour ses activités liées au thermalisme et à l'accueil de curistes. L'ancien établissement de bains a laissé place à un centre de cure et plus largement, de remise en forme.
Elle a également développé des activités liées au tourisme vert, grâce notamment à son implantation dans le parc naturel régional des Vosges du Nord. Elle détient le label « station verte », qui souligne la mise en valeur sur le plan touristique du patrimoine naturel, culturel et historique.

### Héraldique
| Blason de Niederbronn-les-Bains | Blason  | D'azur au bassin d'or dans lequel tombe un jet d'eau d'argent issu d'une nuée du même mouvant du canton dextre du chef, dont l'eau aussi d'argent s'écoule en pointe par une ouverture au bas du bassin. |
| Blason de Niederbronn-les-Bains | Détails | Autre blasonnement : « D'azur, canton à nuée avec cours d'eau le tout d'argent qui s'écoule dans un puits d'or avec évacuation d'eau d'argent vers le bas ».                                             |

## Politique et administration

### Liste des maires
En 2012, la commune de Niederbronn-les-Bains a été récompensée par le label « Ville Internet @@@ ». (@ en 2008, @@ en 2009/2010, @@@ en 2011 & 2012/2013)

### Budget et fiscalité 2023

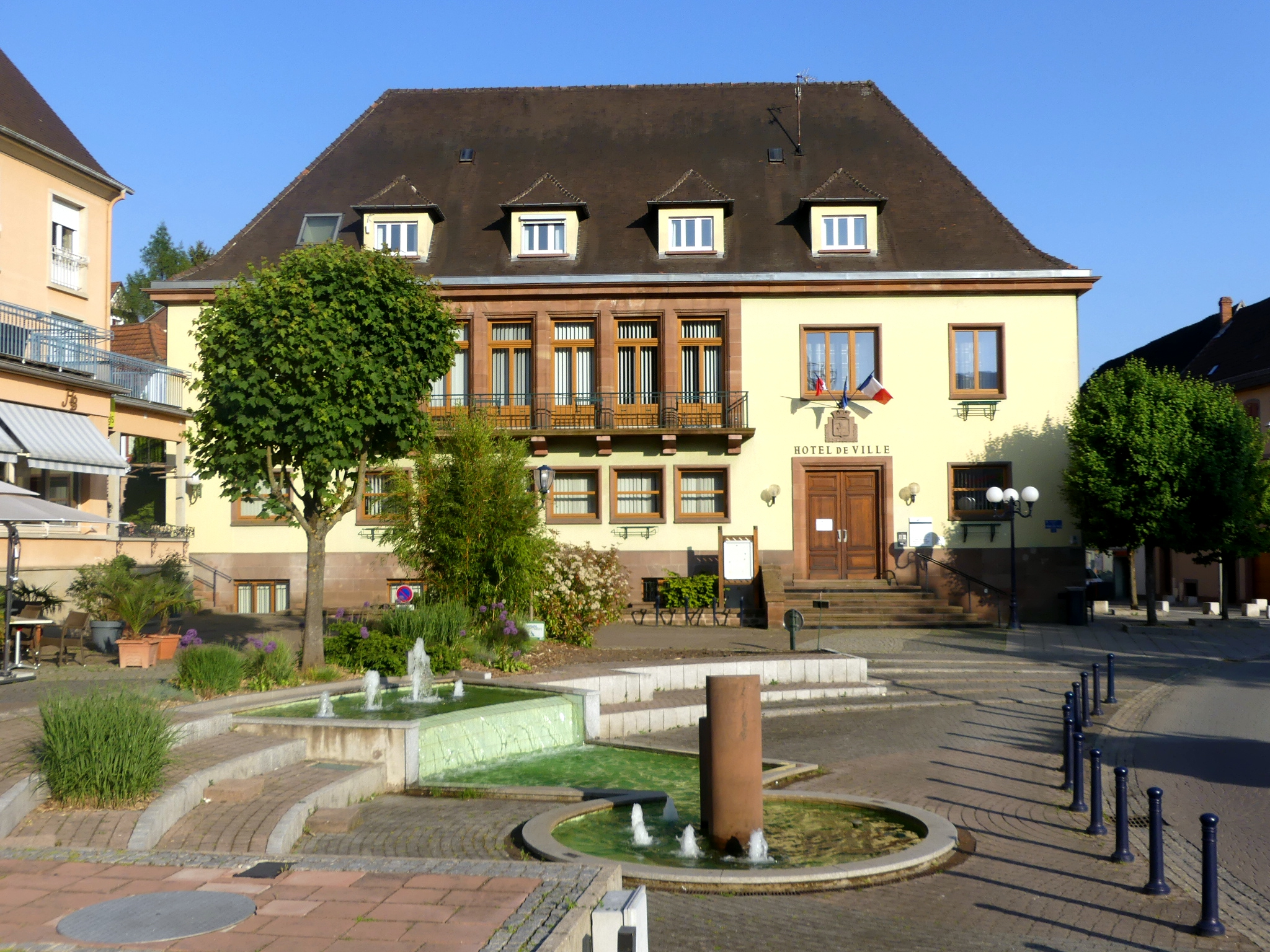
Hôtel de ville de Niederbronn-les-Bains.

En 2023, le budget de la commune était constitué ainsi :
- total des produits de fonctionnement : 6 971 000 €, soit 1 571 € par habitant ;
- total des charges de fonctionnement : 6 447 000 €, soit 1 453 € par habitant ;
- total des ressources d'investissement : 2 213 000 €, soit 499 € par habitant ;
- total des emplois d'investissement : 1 965 000 €, soit 443 € par habitant ;
- endettement : 2 718 000 €, soit 613 € par habitant.

Avec les taux de fiscalité suivants :
- taxe d'habitation : 15,85 % ;
- taxe foncière sur les propriétés bâties : 29,19 % ;
- taxe foncière sur les propriétés non bâties : 66,26 % ;
- taxe additionnelle à la taxe foncière sur les propriétés non bâties : 0 % ;
- cotisation foncière des entreprises : 0 %.

Chiffres clés Revenus et pauvreté des ménages en 2021 : médiane en 2021 du revenu disponible, par unité de consommation : 23 600 €.

## Économie

### Entreprises et commerces

#### Agriculture
- Agriculture et élevage[42].
- Culture de safran.

#### Tourisme
- La maison de l'Archéologie des Vosges du Nord[43].

#### Commerces et industrie
- Niederbronn-les-Bains bénéficie d'un réseau d'une soixantaine de commerces de proximité[44].
- La commune abrite le siège de la Fonderie de Niederbronn (qui a appartenu au groupe De Dietrich de 1769 à 2004), qui emploie 183 salariés à fin 2016, pour un chiffre d'affaires de 28 millions d'euros[45].

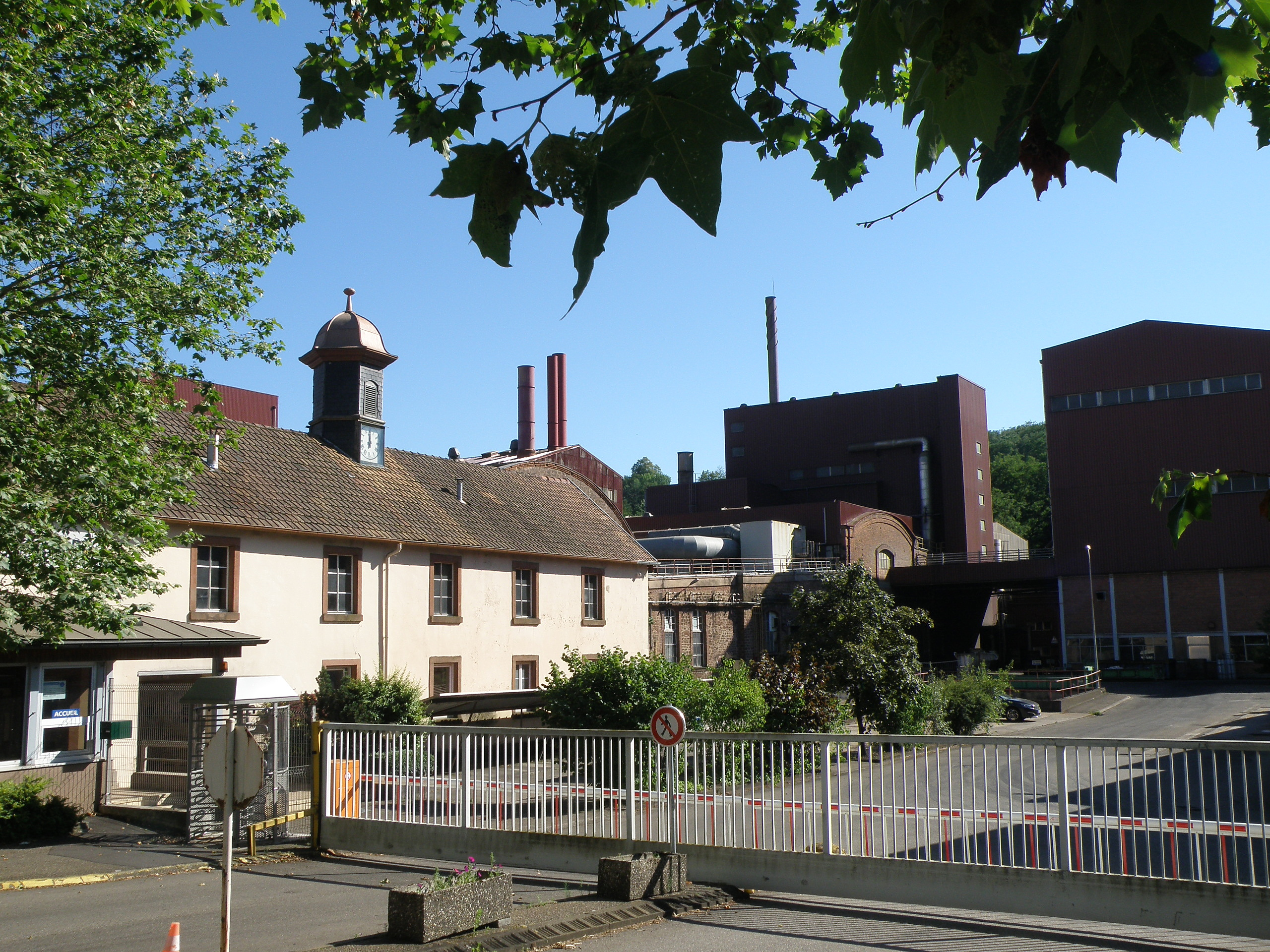
Fonderie, bâtiment administratif.
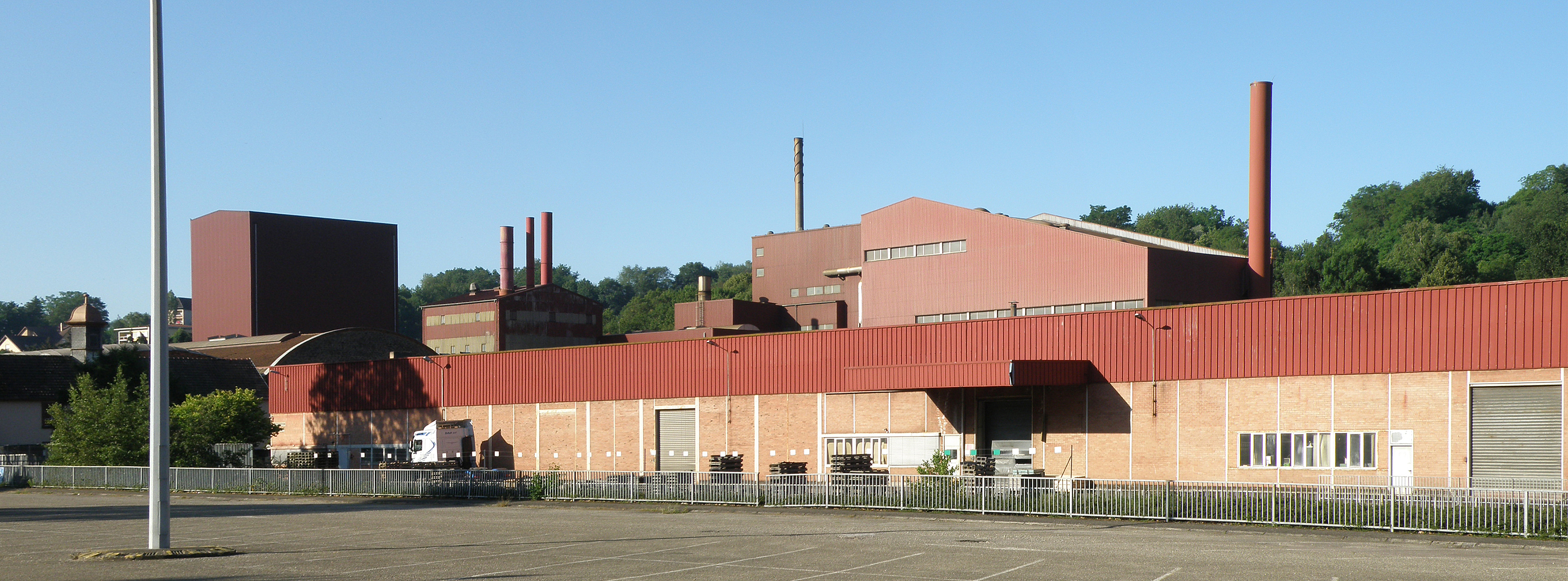
Fonderie, ateliers de fabrication.
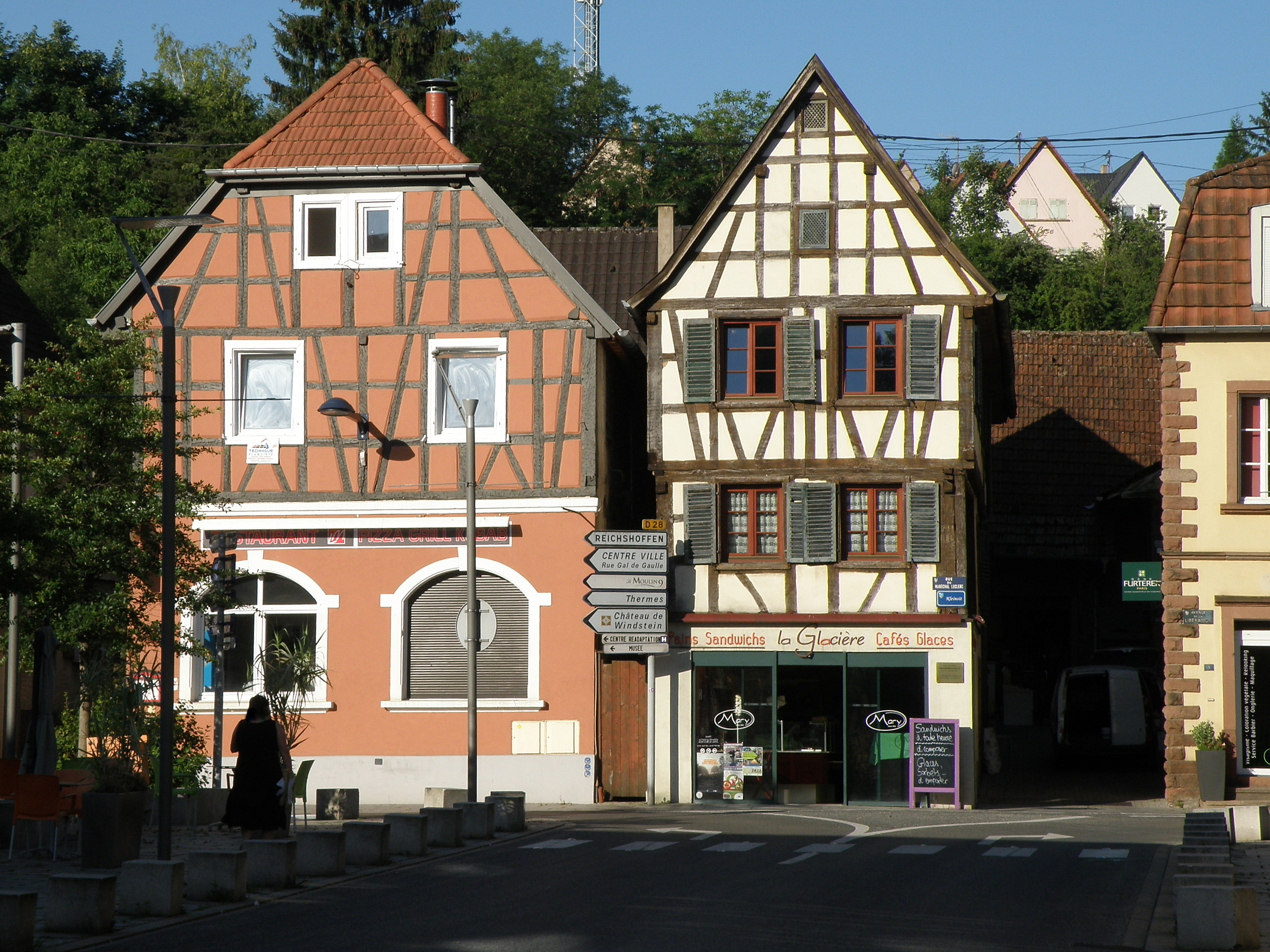
Commerces, avec façades typiques, sur la rue du Maréchal Leclerc.

## Population et société

### Démographie

#### Évolution démographique
L'évolution du nombre d'habitants est connue à travers les recensements de la population effectués dans la commune depuis 1793. Pour les communes de moins de 10 000 habitants, une enquête de recensement portant sur toute la population est réalisée tous les cinq ans, les populations de référence des années intermédiaires étant quant à elles estimées par interpolation ou extrapolation. Pour la commune, le premier recensement exhaustif entrant dans le cadre du nouveau dispositif a été réalisé en 2005.

En 2022, la commune comptait 4 372 habitants, en évolution de −0,52 % par rapport à 2016 (Bas-Rhin : +3,17 %, France hors Mayotte : +2,11 %).
| 1793  | 1800  | 1806  | 1821  | 1831  | 1836  | 1841  | 1846  | 1851  |
| ----- | ----- | ----- | ----- | ----- | ----- | ----- | ----- | ----- |
| 1 542 | 1 438 | 1 952 | 2 315 | 2 467 | 2 680 | 2 922 | 3 071 | 3 224 |

| 1856  | 1861  | 1866  | 1871  | 1875  | 1880  | 1885  | 1890  | 1895  |
| ----- | ----- | ----- | ----- | ----- | ----- | ----- | ----- | ----- |
| 3 319 | 3 203 | 3 391 | 3 194 | 3 176 | 3 161 | 3 132 | 3 029 | 2 984 |

| 1900  | 1905  | 1910  | 1921  | 1926  | 1931  | 1936  | 1946  | 1954  |
| ----- | ----- | ----- | ----- | ----- | ----- | ----- | ----- | ----- |
| 3 056 | 3 120 | 3 323 | 3 131 | 3 088 | 3 350 | 3 501 | 3 491 | 3 701 |

| 1962  | 1968  | 1975  | 1982  | 1990  | 1999  | 2005  | 2006  | 2010  |
| ----- | ----- | ----- | ----- | ----- | ----- | ----- | ----- | ----- |
| 4 074 | 4 407 | 4 461 | 4 446 | 4 372 | 4 319 | 4 329 | 4 387 | 4 366 |

| 2015  | 2020  | 2022  | - | - | - | - | - | - |
| ----- | ----- | ----- | - | - | - | - | - | - |
| 4 355 | 4 369 | 4 372 | - | - | - | - | - | - |

### Enseignement
Établissements d'enseignements :
- Écoles maternelles[51],
- Écoles primaires,
- Collèges,
- Lycées à Bitche, Éguelshardt, Walbourg.

### Santé
Professionnels et établissements de santé, :
- Médecins,
- Pharmacies,
- Hôpitaux à Niederbronn-les-Bains, Goersdorf, Ingwiller,
- Station thermale de Niederbronn-les-Bains[54].

### Cultes
- Culte catholique, communauté de paroisses Eau et Feu des Vosges du Nord[55], diocèse de Strasbourg.
- Culte protestant, conseil presbytéral de la paroisse protestante Saint-Jean[56].

## Loisirs et sports
La commune bénéficie d'un réseau associatif couvrant de nombreux domaines :
- Culture,
- Sport,
- Musique
- Nature, environnement,
- 3ème âge,
- Développement, promotion économique,
- Caritatif, humanitaire, social,
- Enfance, scolaire,
- Anciens combattants,
- Religieux,
- Communication[58].

### Activités culturelles
- Bibliothèque municipale[59] de la ville qui se situe dans l'enceinte de la Maison de l'Archéologie et s'inscrit dans le "Réseau des bibliothèques du Pays de Niederbronn-les-Bains".
- Spectacles, concerts et animations diverses au Moulin 9[59] qui a une capacité d'accueil de 30 à 800 personnes et qui dispose de 4 salles.
- Centre Albert-Schweitzer[60].

### Activités sportives
- Football : US Niederbronn-les-Bains[61] qui dispose de deux stades rue des abricotiers dans la zone de loisirs du Montrouge. Il s'agit du stade Paul-Weber 1 avec une surface de jeu en pelouse naturelle et du stade omnisports du Montrouge avec une surface de jeu en gazon synthétique. Le club se compose de 8 équipes.
- Randonnée : présence de 3 boucles de randonnée possibles avec des niveaux de difficultés différents.
- Escalade : présence d'un parcours d'escalade sur falaise.
- Athlétisme : stade d'athlétisme (stade omnisports du Montrouge).
- Natation : piscine municipale les Aqualies  disposant des installations suivantes : un bassin sportif (25 mètres), un bassin d'apprentissage, un bassin de loisirs extérieur, une pataugeoire, un toboggan.

## Lieux et monuments
- Le château du Wasenbourg[62].
- Le Grand Wintersberg.
- La maison de l'Archéologie[63].
- Le camp celtique[64],[65],[66].
- Monument aux morts[67] : conflits commémorés : 1870-1871-  1914-1918 - 1939-1945.

La pose de 21 Stolpersteine au Monument aux Morts, le 27 avril 2025, à l'occasion de la Journée nationale du souvenir de la déportation.
Le cimetière allemand de la Seconde Guerre mondiale,.
Le cénotaphe de Joseph Herfs.
Le patrimoine industriel et commercial

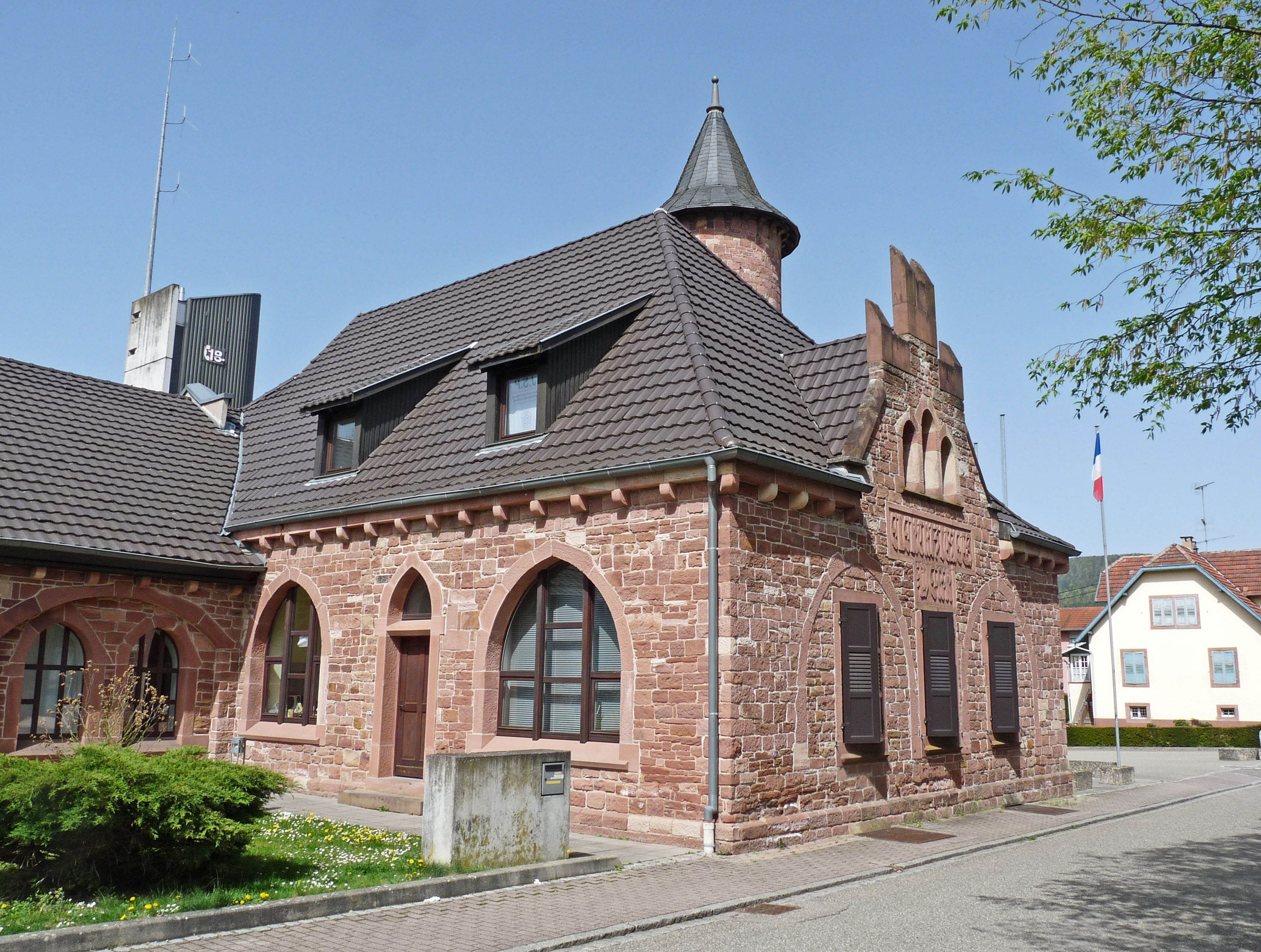
Ancienne usine d'électricité.
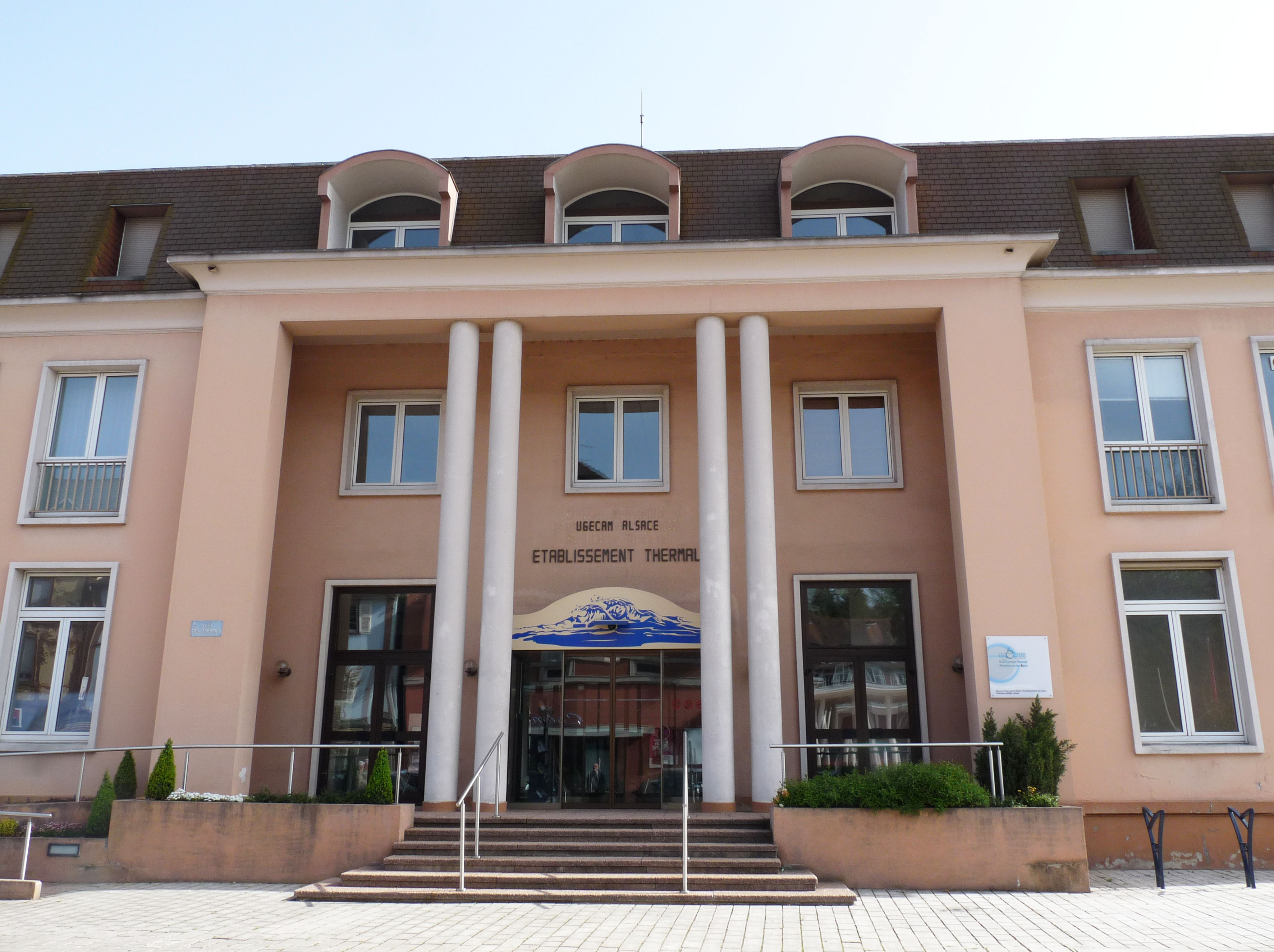
Établissement thermal ValVital.
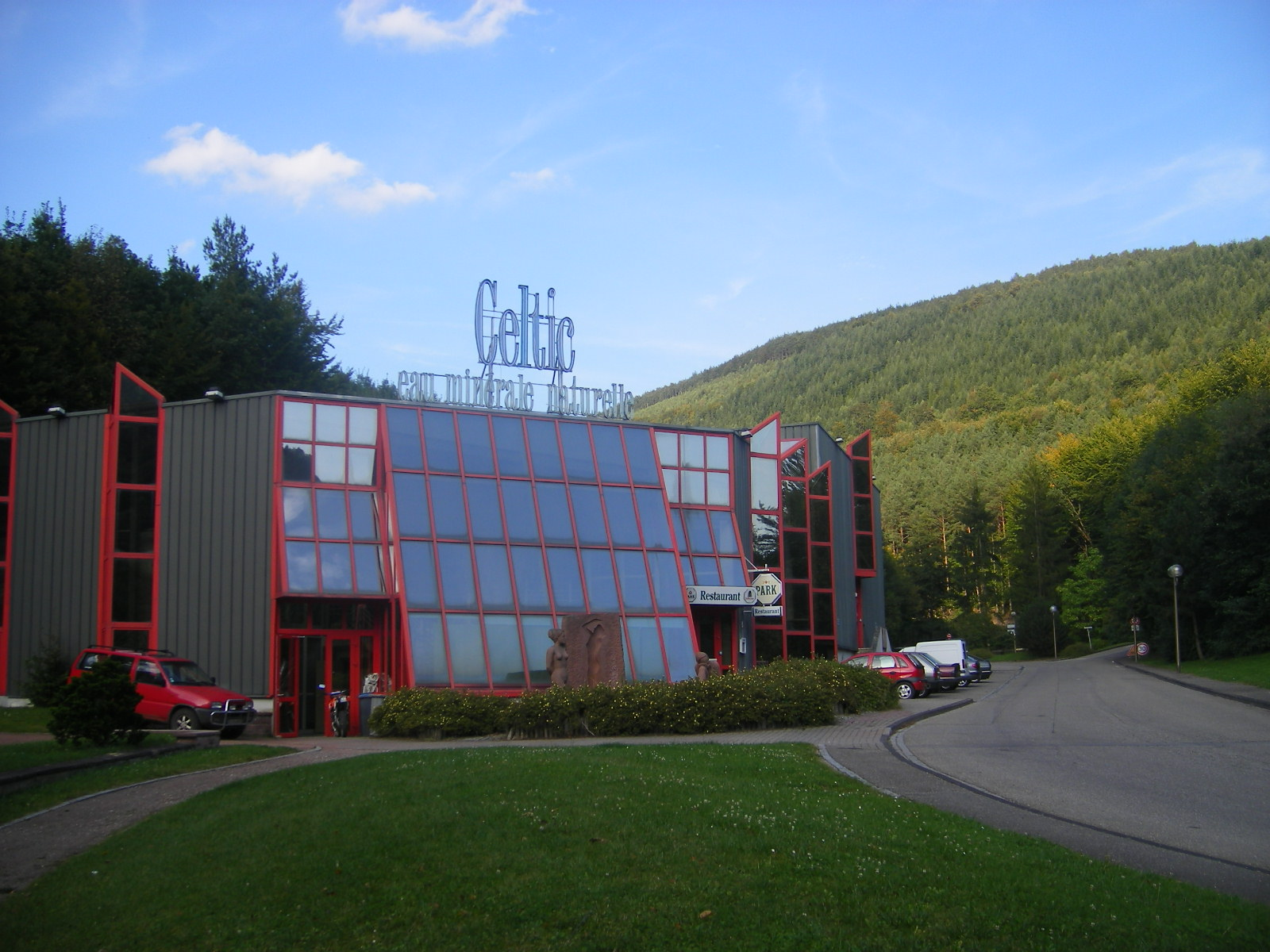
Celtic, eau minérale naturelle.
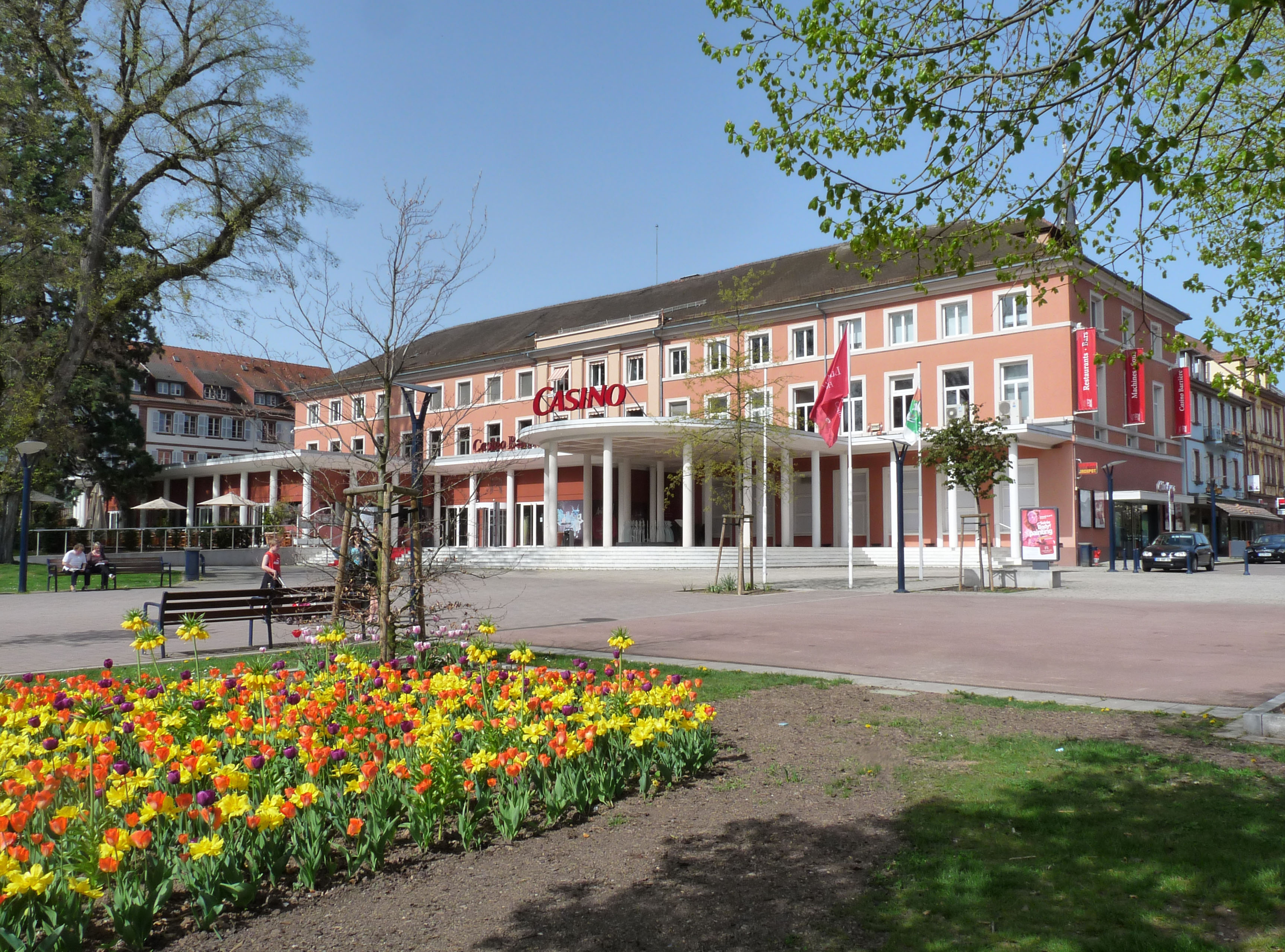
Casino Barrière.

- Patrimoine industriel[72],[73],[74],[75],[76].
- L'ancienne usine d'électricité (1900), partiellement inscrite aux Monuments historiques en 1991[77],[78], maintenant intégrée dans le centre de secours de la ville.
- Établissement thermal ValVital[79],[80].
- Celtic (eau).
- Le  parc du casino[81].
- Le jardin des Anglais[82].

Le patrimoine religieux

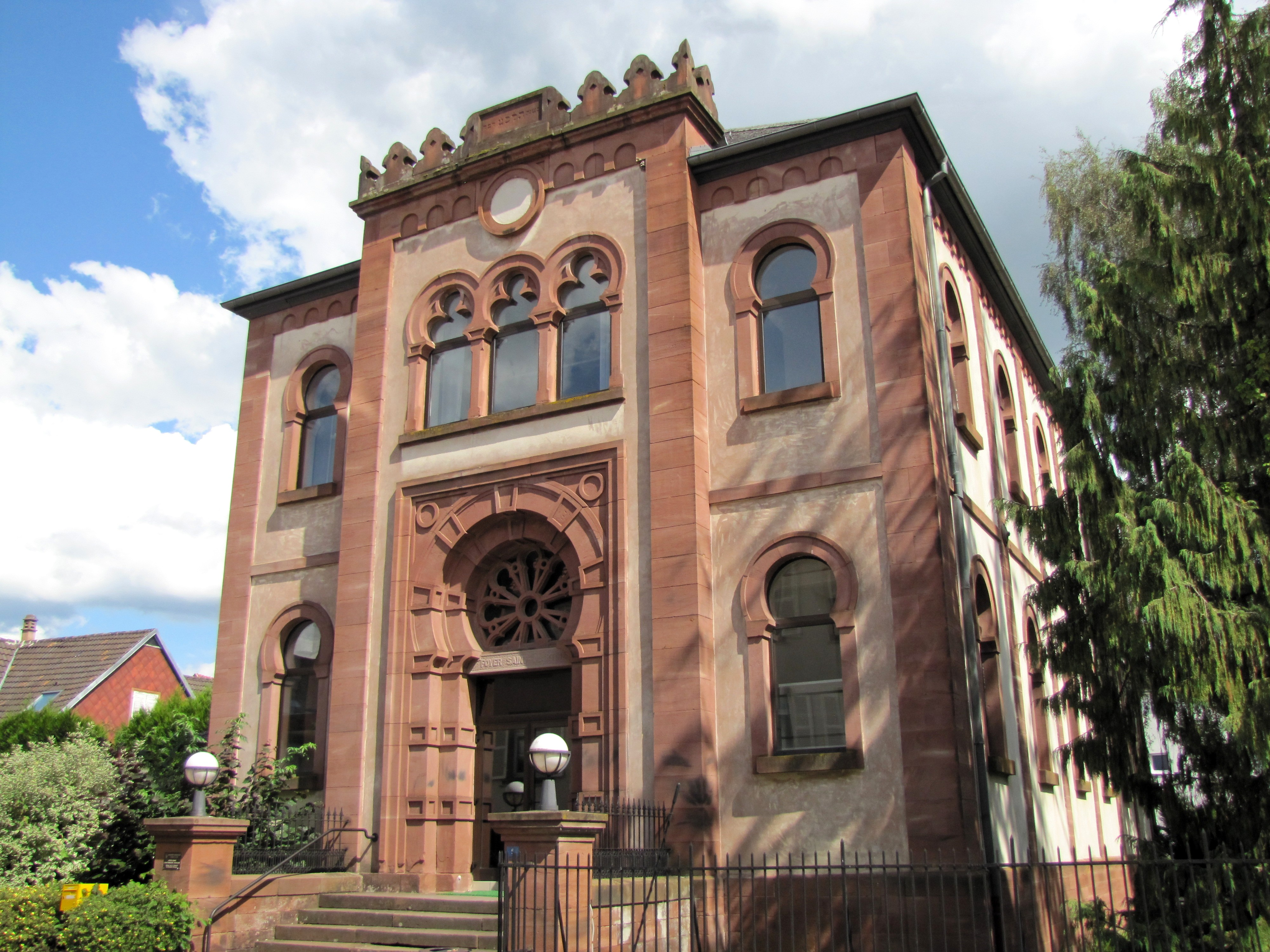
Ancienne synagogue.
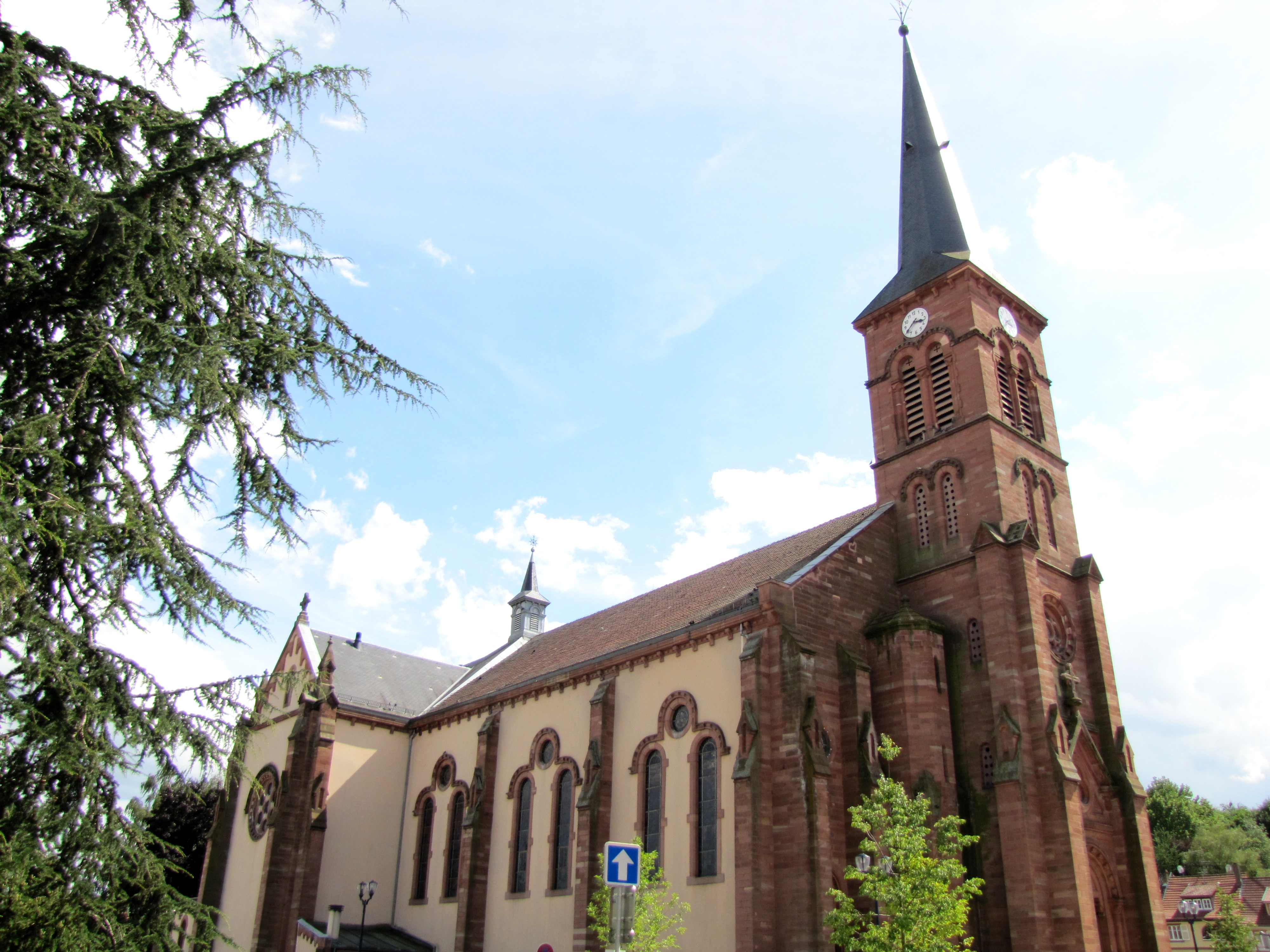
Église Saint-Martin.
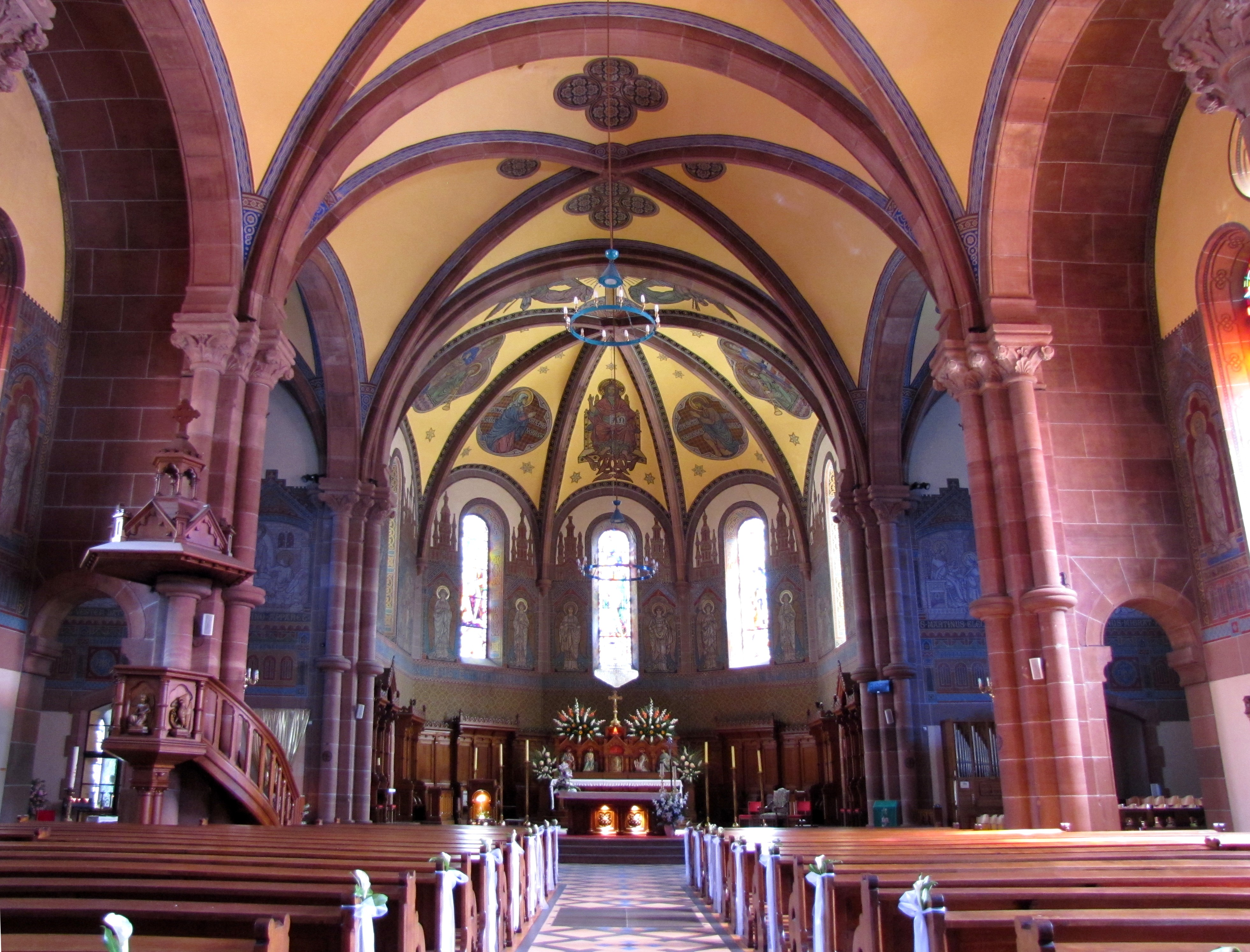
Intérieur de l'église Saint-Martin.
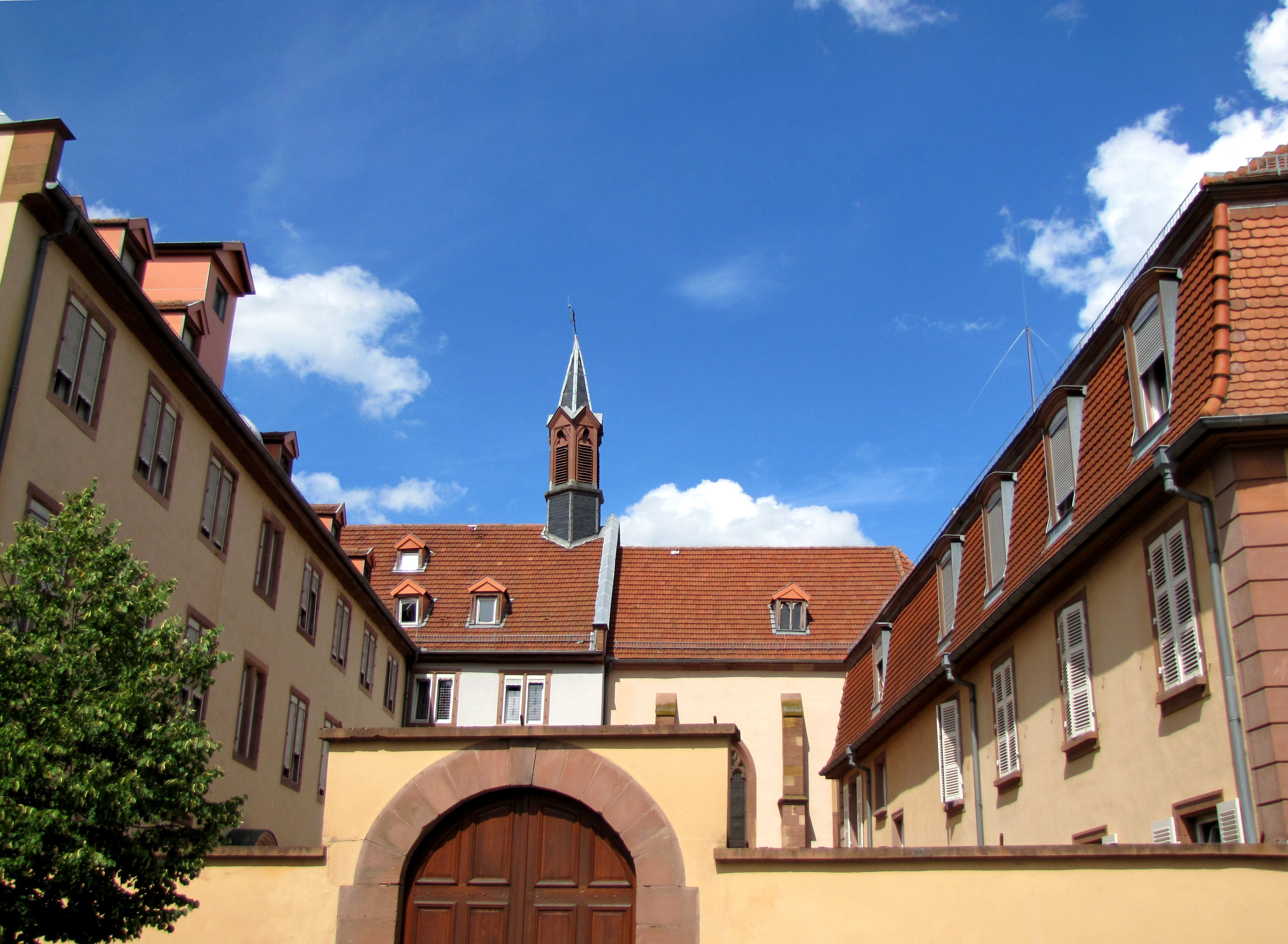
Couvent des Sœurs du Très Saint-Sauveur.
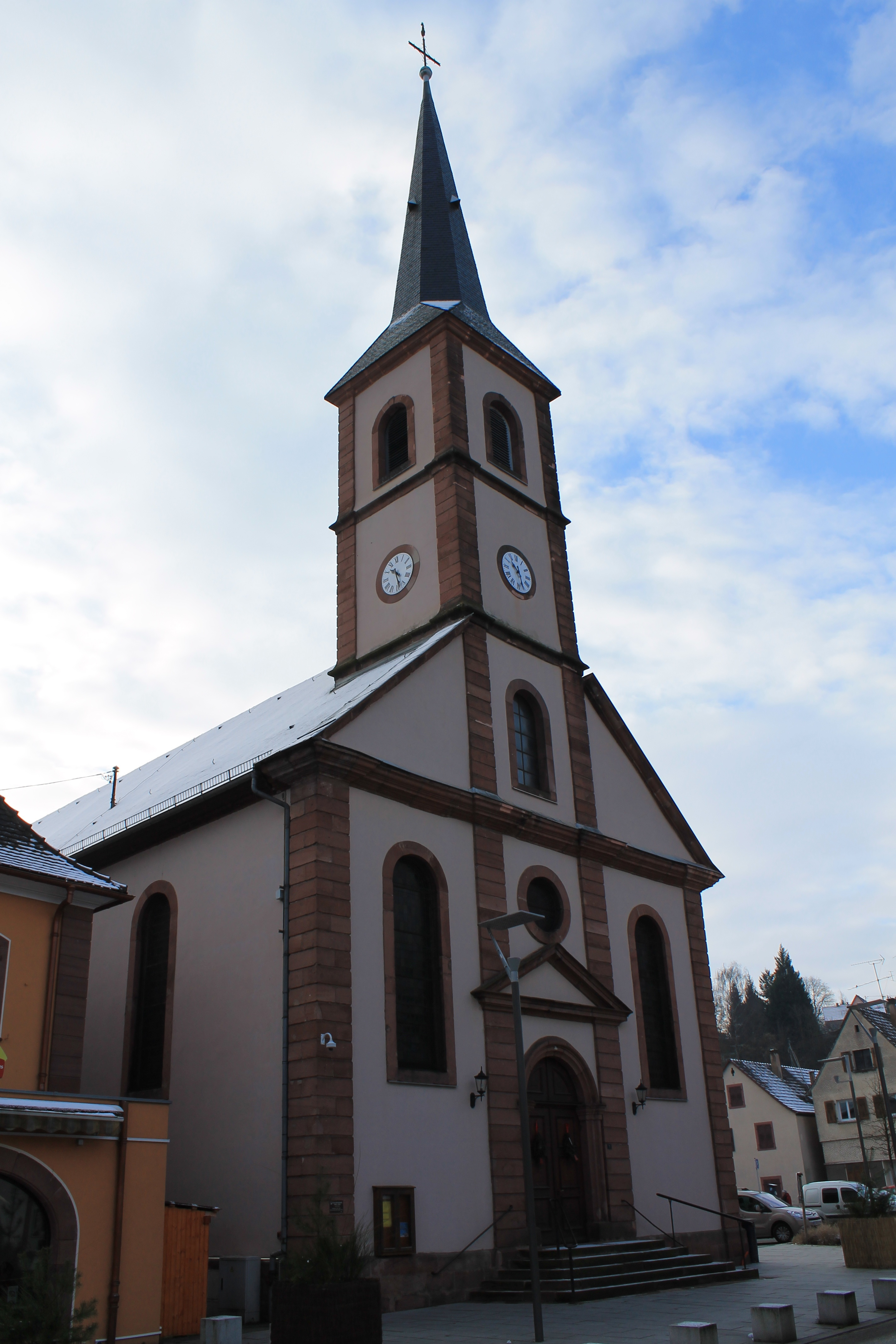
Église protestante Saint-Jean.
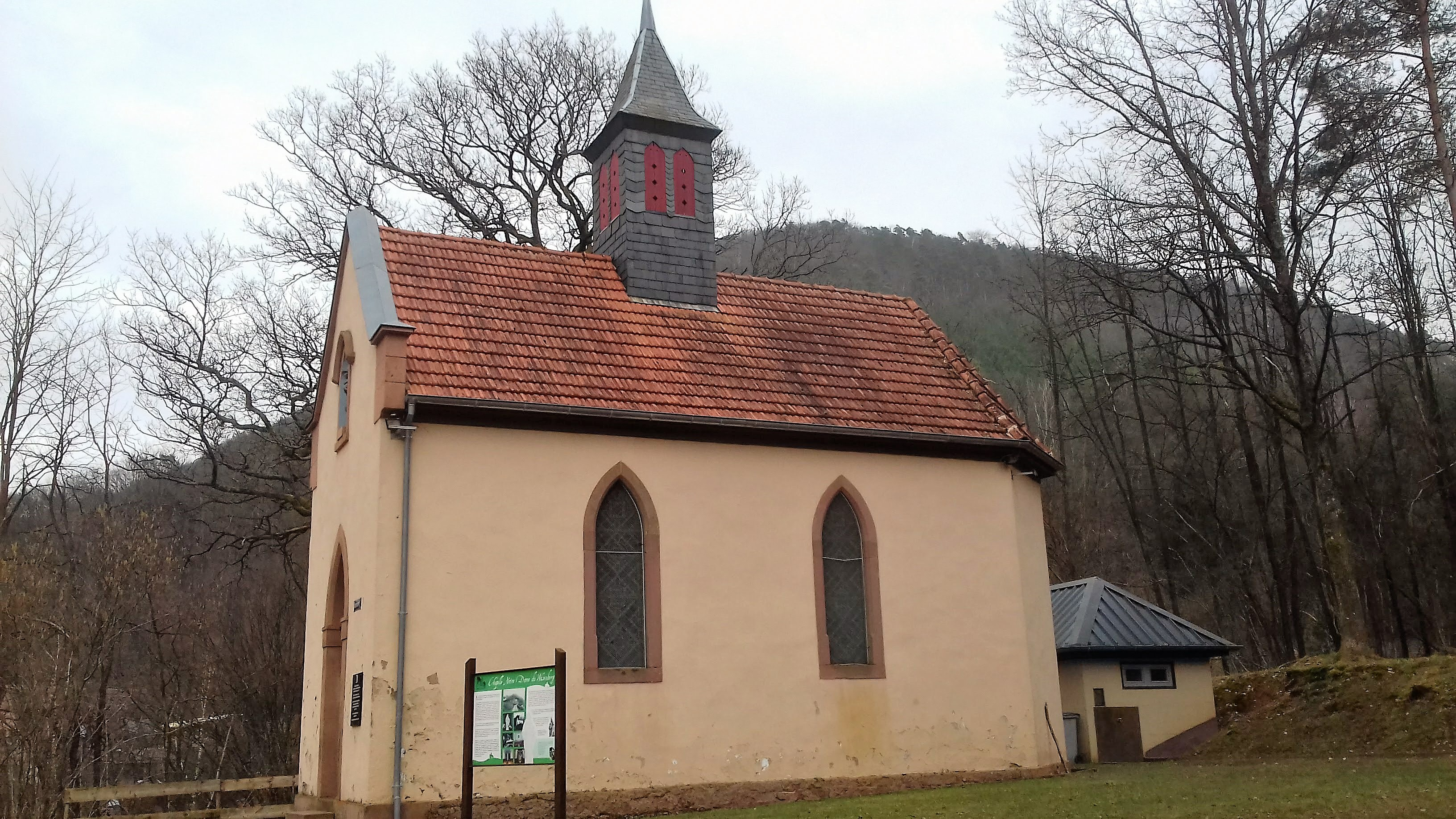
Chapelle Notre-Dame du Wasenberg.
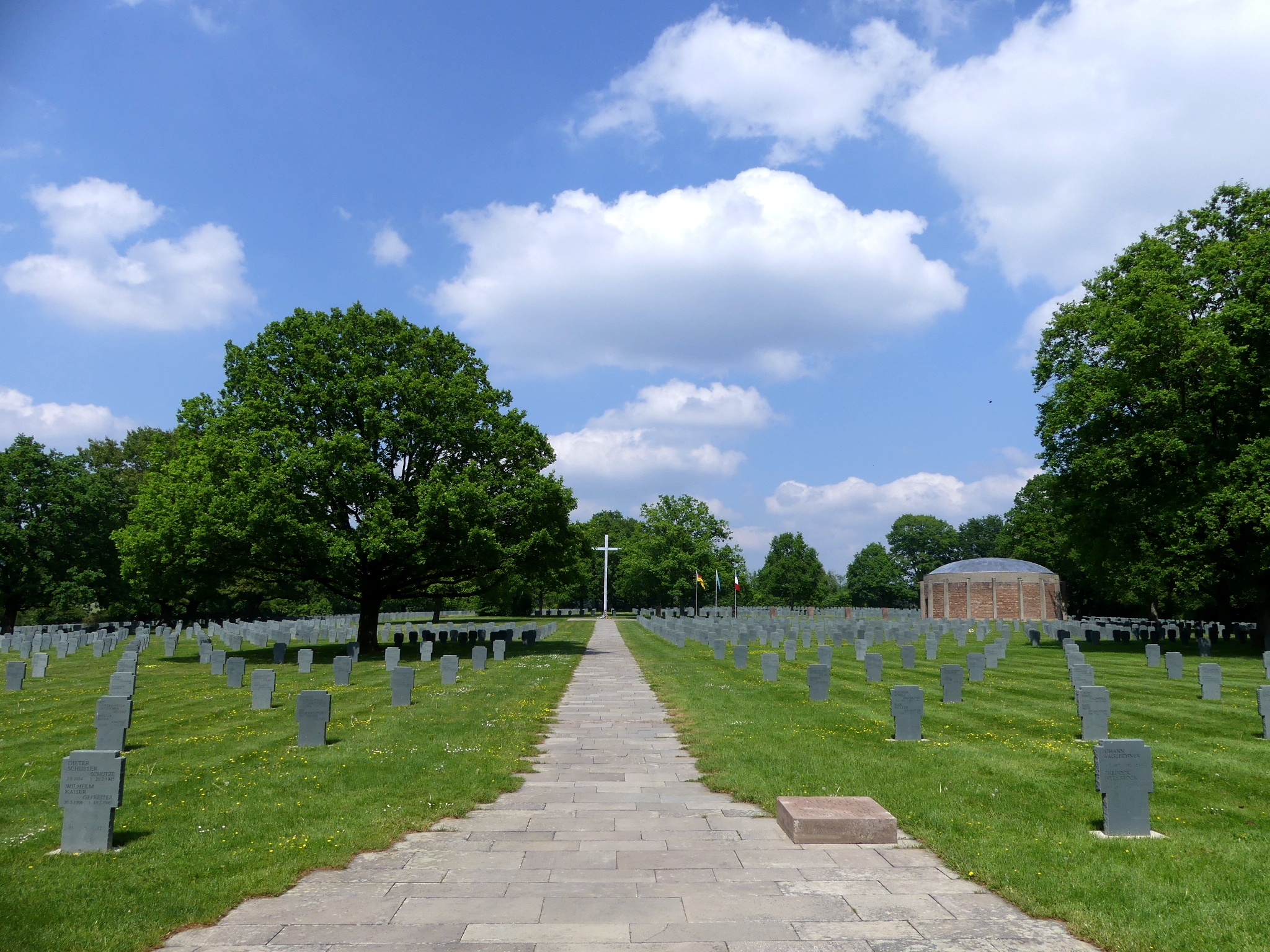
Cimetière militaire allemand de la Seconde Guerre mondiale.

- L'ancienne synagogue (1869), partiellement inscrite aux Monuments historiques en 1992[83],[84],[85], actuellement utilisée comme foyer paroissial catholique.
- L'église Saint-Martin, son grand orgue[86] et le cimetière de catholiques et protestants[87].

- Le Couvent des sœurs du Très Saint-Sauveur.

- L'église protestante Saint-Jean[88],[89],[90], avec son orgue à positif[91] et son presbytère[92].

## Personnalités liées à la commune
- Albert de Dietrich (1802-1888), Maître de forges, maire de Niederbronn-les-Bains.
- Élisabeth Eppinger, née à Niederbronn le 9 septembre 1814 et morte le 31 juillet 1867, fondatrice de la Congrégation des Sœurs du Très Saint Sauveur, dites Sœurs de Niederbronn.
- Mgr François-Louis Fleck, évêque de Metz né à Niederbronn en 1824.
- Adolphe Ury, né à Niederbronn le 14 juin 1849, grand-rabbin du Haut-Rhin, puis grand-rabbin du Bas-Rhin.
- Louis-Gustave Binger, explorateur, premier gouverneur de la Côte d'Ivoire (1856-1936). Il passa son enfance à Niederbronn.
- Ernest Münch, né à Niederbronn en 1859, organiste de l'église Saint-Guillaume de Strasbourg, il crée en 1884 le chœur de Saint-Guillaume, le pendant de celui de la cathédrale. Il est décédé à Strasbourg en 1928. Il est le père du chef d'orchestre Charles Münch.
- Gustave Émile Haug, né le 19 juin 1861 à Drusenheim et mort le 28 août 1927 à Niederbronn, est un géologue et paléontologue français connu pour ses contributions à la théorie des géosynclinaux.
- Adrien de Turckheim, né à Niederbronn en 1866, industriel.
- Henri-Albert Haug (né le 16 novembre 1869 à Niederbronn - mort le 3 août 1921 à Strasbourg) est un germaniste français, traducteur de Friedrich Nietzsche.
- Hans Haug, né à Niederbronn en 1890, conservateur et directeur des musées de Strasbourg de 1919 à 1963, il est notamment connu pour avoir créé le Musée de l'Œuvre Notre-Dame de Strasbourg entre 1931 et 1939.
- Suzanne de Dietrich, née à Niederbronn en 1891, théologienne protestante.
- Charles Munch, musicien, né à Strasbourg en 1891, issu d'une famille originaire de Niederbronn-les-Bains dont le collège porte son nom.
- Pierre Dac (André Isaac), humoriste. Sa famille est originaire de Niederbronn, qu'il cite dans ses sketchs[93] et dans sa réponse à Philippe Henriot (L'humoriste juif Pierre Dac cloue le bec au propagandiste de Vichy Philippe Henriot devenu, pendant la Seconde Guerre mondiale et l'occupation allemande, l'une des figures de la collaboration avec les nazis).
- Rémy Bricka, né en 1949, musicien, homme-orchestre, aventurier et sportif de haut niveau.
- Robert Pfeiffer, né en 1943, artiste peintre, vitrailleur, graveur, mosaïste.
- Juste parmi les Nations : L'abbé Robert Bengel (né à Seltz en 1905, décédé en 1987), vicaire à la paroisse de Niederbronn-les-Bains, il y fonde la Jeunesse ouvrière chrétienne (JOC]. En 1936, Il devient aumônier à l’École Normale Catholique Publique d’Instituteurs du Bas-Rhin à Obernai.